# Dr.スランプの登場人物
Dr.スランプの登場人物（ドクタースランプのとうじょうじんぶつ）では、鳥山明の漫画作品『Dr.スランプ』、およびそれを原作とするアニメ『Dr.スランプ アラレちゃん』、劇場作品、リメイク作品『ドクタースランプ』、派生漫画『ちょっとだけかえってきた Dr.SLUMP』に登場する架空の人物の一覧を記す。
表示における「アニメ第1作」とは『Dr.スランプ アラレちゃん』（1981年 - 1986年）、「アニメ第2作」とはテレビアニメ『ドクタースランプ』（1997年 - 1999年）、「劇場版」とは劇場版作品を指す。
- 則巻アラレについては個別記事「則巻アラレ」を参照。
- 地球、太陽などの天体や、あの世についてはDr.スランプ#地理を、タイムくんなどの発明品についてはDr.スランプ#則巻千兵衛の発明品を参照。

## ペンギン村の住人

### 則巻家
則巻千兵衛の一家。ゲンゴロウ島ペンギン村モモンガ1番地にある2階建ての家に暮らしている。当初は千兵衛の一人暮らしだが、徐々に人数が増え、原作、アニメ第1作終了時には6人となる。10年後ではアラレはオボッチャマンと結婚し家を出るが、ニトロが誕生し、ガジラが8匹となり12人となる。
則巻アラレ
声 - 小山茉美（右記を除く各種アニメ・劇場版・ゲームなど）、川田妙子（アニメ第2作、劇場版第10作、PS版ゲーム）
本作の主人公で、千兵衛が作った人間型の女の子ロボット（アンドロイド）。

則巻千兵衛（のりまき せんべえ）
声 - 飯塚昭三（パイロット版）、内海賢二（アニメ第1作、劇場版第1作 - 第9作、ドラゴンボール）、屋良有作（アニメ第2作、『ドラゴンボール超』以降の関連作品）、野田順子（アニメ第2作・少年時代）
自称天才科学博士。身長175cm、体重80kg（28歳時）→83kg（29歳時）。1952年ハコフグ17日（1月17日）生まれ。28歳→32歳。ゲンゴロウ島立大学理工学部卒。同大学院理工学研究科博士課程修了。両親は小さいころに亡くなっている。毎日のように珍作品を作り出している。趣味はスケベ本鑑賞。住所は〒AB-5-13ゲンゴロウ島ペンギン村モモンガ1番地。得意技はガールハントで嫌いなものはいぬとカミナリ。発明品には失敗が多いが、宇宙船やタイムマシンなど凄い物も製作している。また、発明品をうっかり置いて悪用されることもある。結婚するまでカップ麺ばかり食べていた。みどりと話している時や自らを褒め称える時などに、急に頭身が高い男前な外見や劇画調の顔に変化する特技があるが、3分間しか保つことができない。初期の髪型はアフロヘアーのようなボサボサ頭だったが、床屋ロボットバーバーマンに角刈りにされ、スポーツ刈りへと変化していった。10年後の世界では側頭部と後頭部を残して禿げていて、みらいカメラで60年後を写した88歳の姿は白い髭を生やしており、残った髪や眉毛も白くなっていた。スケベではあるが同時に非常に純情で恥ずかしがりであり、山吹みどりと出会うまで、女性と一回も手をつないだことがなかった。アラレを開発していた当時は一度も女性器を見たことが無いため作れなかったり、アラレの服を買うために、怪しまれないようにわざわざ女装してデパートに行ったりもしていた。みどりに対しては何度もパンツを見ようとしたり、発明品を使って裸を盗み見ようとして失敗して痛い目を見ているが、紆余曲折を経て結婚。プロポーズの場所は自宅のトイレだった。スケベな割に性知識には乏しく、みどりと結婚後も、子供の作り方を知らなかった。アラレの暴走ぶりに毎日のように振り回されている。時には生みの親として不真面目なアラレを叱ることもあるが、結局はアラレの自由気ままなペースに巻き込まれてしまうため、効果が出たためしがない。場合によっては、自身もアラレのペースにつられて間抜けな振る舞いをすることも少なくない。カミナリと猫や犬が苦手で、犬が苦手な理由は、幼少期に犬から「あほ」と言われたから。
アラレが割ろうとして力加減を誤って飛ばしたヤシの実が当たって一回死んだことがあるが、チビルがこっそり逃がしてくれたことにより生き返っている。また、外出したときに妻みどりと間違えて別の女性に後ろから抱きつき誤ってその胸を触ってしまい、このままでは痴漢で逮捕されると思い込み、警察から逃れるために「変身コンコンヘルメット」を作って、一時的にみどりに変身した（しかし、ガジラが変身コンコンヘルメットを持ち去ってしまい、この発明品を知ったあかねがいたずら目的で千兵衛に変身して痴漢をしたため、千兵衛は警察に痴漢容疑で手配されてしまう）。生活費は、自身が作り上げた発明品を村の住人に売ることで得ているが、千兵衛が結婚していない頃に鳥山は、発明品を売った収入だけではなく親のわずかな遺産を地味に食いつなぎながらのんびりと暮しており、ペンギン村にネジの付いた変な生物やロボット蝙蝠がいるのは、千兵衛が村に売ったものだからと答えている。原作では過去の恋愛の話は語っていないが、アニメ第1作では、幼少期にみどりそっくりの先生が好きだったが、好きだとは言えなかったことを語っている。また、みっちゃんという好きな女の子がいたが、突然引っ越したと話している。別の話では、猫の「グルグル」と喉を鳴らす行動が原因で振られており、それ以来、猫が嫌いになっている。
また、アニメ第1作・186話「スターさんがやってきた!!」では、牛のおばさんのためにお乳が出る薬を作っていたが失敗し、アラレが砂糖と間違えてその薬を入れたコーヒーに入れ、それを飲んだことで女体化した。
原作の千兵衛は全ての回に登場するわけではなく、1コマしか登場しない回や、一切登場しない回も存在する。アニメではアラレと同じく全ての回に皆勤登場している。
単行本9巻に載っている裏話の漫画で鳥山は「好きな海苔巻き煎餅から名前は決まった。主人公だからかっこよくしようと思ったが、千兵衛はかっこいいのに鳥山はかっこ悪いと言われると凄く悔しいので不細工にしたが、読者から千兵衛そっくりと言われ落ち込んだ」と描いている。鳥山は「本来、主人公になるはずだった哀れなキャラクター。愛すべきオッサンで、自分の等身大でいけるから描いてて楽だった」、「科学者であるにもかかわらず、単純で本能に素直なのでとても描きやすいキャラクターだった。エロオヤジ的な部分も鳥山そのままだし」と語っている。木緑葵から「あらドクタースカンク」と言われたり、撃たれた熊をアラレの部品を使って蘇生させた際にアラレから「今日の博士はドクタースランプじゃなかった」と言われたり、2度と馬鹿力が出ないようにアラレを普通の女の子と同じ力にする再改造をしたが、直っておらず千兵衛が宇宙まで弾き飛ばされたとき、地球から「やっぱしアンタはスランプだわ」と言われたりしているように、「Dr.スランプ」の表題は千兵衛の異名である。タイトル・ロールである千兵衛が主人公の予定だったが、編集担当者・鳥嶋の主張により主人公はアラレになった。
則巻ガジラ（のりまき ガジラ）
声 - 中野聖子（アニメ第1作、劇場版第1作 - 第5作）、鉄砲塚葉子（劇場版第6作 - 第9作）、石橋千恵（アニメ第2作、劇場版第10作）、西原久美子（劇場版第11作以降の関連作品）
通称「ガッちゃん」。身長61cm、体重17kg（1歳時）、1980年プランクトン2日（11月2日）生まれ（卵からの孵化）。初登場時0歳。2本の触角と羽根の生えた赤ちゃんで、敵への攻撃手段として触角から破壊光線を出す。初期設定では字はまだ書けない。趣味はくるまかじり。
アラレたちが原始時代にタイムスリップした時に持ち帰った卵から生まれた。実は地球に危険な文明が栄えたら食べ尽くすという使命で神様が原始時代に送り込んだ天使であったが、アラレが現代に連れて来たために神様の計画は崩れた。卵については鳥山いわく、実はカプセルとのことで、地球へ来た神様はガジラを中に吸い込む卵型カプセルを手の平に出現させて、別の銀河系の中で新たに人類が出現した星にガジラの一人を行かせようとした。「クピポ」「クピプー」などといった独特な「ガッちゃん語」を話す。その言葉がわかるのは、神様とアラレ、ターボだけである。股間には性器が無く無性生物であるが、アラレは「女の子」と認識した。ただし肛門は備えている。ゴム以外のあらゆるものを食べるのが特徴。特に金属が好みの模様、土はあまりおいしくないとのこと（アラレ訳）。体の成長は無いが、定期的に分裂していき、分裂の際は大量に食べた後で口から糸を吹き出して繭を作り、その中で分裂して2人になる。その後も増殖し、10年後には8人に増えていた。
原始人風の少年やキャラメルマン7号を相手にした戦闘でも優位に戦い、体当たりで転倒させたり攻撃をまともに受けても怪我ひとつ負わない強さで攻守ともにアラレやオボッチャマン以上の強さを見せた。タイムスリッパーで大昔に行ったときには、後に月となる巨大隕石が地球に衝突しそうになったのを受け止めた。
ガジラという名前はゴジラとガメラの合成語であり、原作ではアラレが名付けた名前だが、アニメ第1作では「お皿、花瓶、額縁、窓ガラスが割れた音=ガッチャン」で「ガッちゃん」を正式名称とし、原作でかしこまって「ガジラ君」と呼ぶ台詞も、アニメでは一貫して「ガッちゃん君」に変えられた。第2作では「ガジガジかじるから」で「ガジラ」を正式名称とした。2人になって以降も、それぞれが「ガジラ」または「ガッちゃん」であり、2人まとめて「ガッちゃんズ」と呼ばれることもある。
無表情と笑い顔の2パターンが多いが、ガジラが千兵衛たちと釣りを楽しんでいる姿を見た神様いわく、笑い顔を見たことは初めてとのことで、ペンギン村で育って表情豊かになったといえる。作中で千兵衛が死んだ（ただし生き返っているが）時に、1回だけ泣き顔を見せた。
単行本9巻に載っている裏話の漫画では、則巻家がアラレとセンベエの2人だとさみしいという理由で、ペットを飼わせようと怪獣の子どもを提案したが、担当編集者の鳥嶋和彦からボツにされた鳥山は、妹の子どもを高い高いして、空飛ぶ赤ん坊ガッちゃんを思い浮かんだと描かれている。後に鳥山は、アラレは小さく、他のキャラクターなどと同じコマにいる場合、アラレの上などに大きな空間ができてしまうので、その空間を埋めるために考えたが、パタパタ飛べるので、とても便利なキャラクターと語っている。鳥山は「ちょっと可愛い感じで描きすぎたかなと当時は思ったけど、とても好きなキャラクター」と語っている。単行本8巻では、かっこいい部門で1位だった。『ドラゴンボール』関係の作品にも登場している。
キャラクターの原型は、『Dr.スランプ』以前に鳥山により描かれた没漫画『アゲハ町観察日記』に登場する羽のはえた子供。
山吹みどり（やまぶき みどり）→則巻みどり（のりまき みどり）
声 - 向井真理子（アニメ第1作、劇場版第1作 - 第5作、ドラゴンボール）、川浪葉子（劇場版第6作 - 第9作）、皆口裕子（アニメ第2作、劇場版第10作、ぷよぷよ!!クエスト）
アラレたちが通う中学園の女性教師。アニメ第1作では高学園も兼ねている。アラレたちの担任をしている時は、道徳、理科、数学などをほとんどの教科を担当していた。アニメ1作でも同じだが、アニメ第1作ではアラレたちが中学園に通っている途中で栗頭が担任になっており、栗頭がアラレたちの担任になってからは、主に音楽を担当している（一方で職業はマンガのわき役で、趣味は学校の教師をすることという資料もある）。身長159cm、体重49kg（23歳時、24歳時には48kgになっている。）→48kg（24歳時）。1957年ハリセンボン13日（8月13日）生まれ。嫌いなものは間違えて塩を入れたココア。住所は〒AB-7-20ゲンゴロウ島ペンギン村アンギラスマンション102号。かなりおっちょこちょいでやや天然ボケな性格だが、ペンギン村でも屈指の美人であり、初対面した千兵衛に一目惚れされる。普段は清楚でお淑やかだが、怒ると非常に怖い。原作およびアニメ第1作では髪は金髪のパーマで、アニメ第2作では茶髪のストレート。また、アニメ第2作のみ口元にホクロがある。得意技はロケットパンチ。
結婚前は、千兵衛に対する感情が作中で直接的に描写されることは無いが、アンギラスマンション102号室のみどりの部屋に、以前サンタクロースに化けた千兵衛が強制的に置いていった色紙が飾ってあり、千兵衛と宇宙にデートに行ったり、たまに則巻家に食事を作りに訪問していた。2人の結婚のきっかけは、みどりが則巻家に来訪した際に千兵衛が「みどりさん、結婚してください! …なんちゃって」とトイレの前で口にした独り言に、トイレの中にいたみどりが「はい!」と答えたのがプロポーズの成立という、あっさりとしたものだった。これについて鳥山は、「この2人を結婚させてしまおうと思ったのには、ぜんぜん深い意味は無くて、これというネタがなかったから、ま、いいかという軽い気持ちだったし、担当の鳥嶋はラブロマンスものが大好きだけど、ラブロマンスが大嫌いなわしはネチネチ描くのが嫌なので、あっさりと結婚させてしまった」と語っている。だが、その前のシーンで不器用ながらアラレ達の面倒をみる千兵衛について優しく見守っていて彼女が千兵衛に恋慕していると分かるようになっている。
鳥山によると、キャラクターのイメージはマリリン・モンローあたり。鳥山は「スケベな千兵衛が大好きになるヒロインということで、とにかくセクシーで色っぽいキャラをとの目的で生まれて、シンプルなオッサンの発想でマリリン・モンロー風になった。ボケたキャラクターにしたのは、まともにセクシーなキャラクターを描くのがどうも恥ずかしいからで、色っぽいキャラクターは昔からこんな感じになってしまう」と語っている。アニメ第1作ではマリリン・モンローの専属吹き替え声優だった向井真理子がみどりを演じた。アニメ第1作では、みどりが独身だった頃の千兵衛の前に現れるシーンのBGMには、白鳥の歌（D 957）第4曲「セレナーデ」が使われている。
則巻ターボ（のりまき ターボ）
声 - 三田ゆう子（アニメ第1作、劇場版第4作、ぷよぷよ!!クエスト）、江森浩子（劇場版第8作）、松井摩味（劇場版第9作）
千兵衛とみどりの長男。作中では「ターボくん」と呼ばれている。誕生直後の外出中、千兵衛がのぞきで目を離している内に、地球に着陸しようとしていた宇宙船に撥ねられ命を失う。その宇宙人による蘇生手術で無事に生き返るが、手術のあと与えたOBショックの副作用で超能力と千兵衛のものをも上回る発明品を造るほどの高い知能を身につける。千兵衛より高性能なタイムマシンをつくったり、千兵衛も作るのに1ヶ月かかるポンポコガンを「わりとやっかいなものなので」と言いつつも1日で作ったり、赤ん坊でありながら言葉が達者でありガッちゃんの言葉も話せるほどの天才で、『ドラゴンボール』にゲスト出演したときには、ドラゴンレーダーの内部構造を一目見ただけで記憶し、千兵衛の飛行機の部品を使ってあっという間に作った。山を浮かせるほどの念力や、自分たちが乗っている車ごと瞬間移動するだけではなく、ニコチャン星にいるニコチャン大王も強制的に呼び出したり送り返したりできる瞬間移動も使えることができ、時間を停止することもできる。鬼ごっこでは、オボッチャマンやアラレ、宇宙空間を本気で飛んで逃げるガッちゃんも捕まえるほど速く飛び回り、ヘトヘトにさせるほどの飛行能力を見せつけた。アニメ第1作の234話「ほよよ!!地球バラバラ」では、地球がバラバラになったときにも超能力でくっ付けて元に戻すほどの力を見せた。アニメ第1作の、帰ってきたDr.スランプアラレちゃんスペシャル「祝!!結婚 あかねと突詰」（1990年）、『んちゃ!ペンギン村より愛をこめて』（1993年）『ほよよ!!助けたサメに連れられて…』（1994年）『んちゃ!!わくわくハートの夏休み』（1994年）では少し成長している。
名前は『週刊少年ジャンプ』連載中に読者公募によって決定したものである。鳥山は「正直、あまりキャラクター設定の練り込みをしないまま急いで登場させてしまった感がある。もっと作り込むべきだった」と語っている。
則巻ニトロ（のりまき ニトロ）
声 - 神保なおみ（アニメ第1作）、不明（劇場版第7作 - 第9作）
千兵衛とみどりの長女で、ターボの妹。原作・アニメ1作はリボンを付けていた。アニメ1作では茶髪、劇場版第7作 - 第9作では金髪。オボッチャマンが未来に見に行く話のみの登場で、アニメ1作では196話「もういちど10年後」でも登場したため、2回登場した。劇場版シリーズでも7作目から登場した。名前は原作では付いていなかったが、『ちょっとだけかえってきた Dr.SLUMP』で判明した。
則巻千兵衛の父
声 - 田中崇（現・銀河万丈）（劇場版第1作）、野田圭一（アニメ第2作）
原作では、桑方村から来た千兵衛の祖父が「千兵衛の父親と母親は20年前に亡くなった」と説明しており、ペンギン村中学園の園長も小さい頃に亡くなったことを知っていた。名前は原作・アニメ共に明かされていない。メガネをかけており、鼻の下に髭を生やし、ぼさぼさ頭である。生前残しておいたビデオで、千兵衛に惚れ薬「ホーホレチャッタノヨララランラン薬」の作り方を教えた。千兵衛の父は、この惚れ薬を千兵衛の母に飲ませて結婚したらしい。

### 木緑家
ゲンゴロウ島ペンギン村カモノハシ4番地にある喫茶店「Coffee Pot」を営む一家。喫茶店は建物自体がポットの形状となっている。
木緑あかね（きみどり あかね）
声 - 杉山佳寿子（アニメ第1作、劇場版第1作 - 第5作、ドラゴンボール）、松井摩味（劇場版第6作 - 第7作）、小西寛子（アニメ第2作、劇場版第10作）
身長154cm、体重42kg（13歳時）→41kg（14歳時）。1967年シーラカンス21日（12月21日）生まれ。13歳→18歳。木緑家の次女であり、アラレの同級生。連載開始時中学生ながら酒・タバコを常習するワルだが、奇人変人だらけの作品中ではまともなキャラクター。いたずら好きで、千兵衛をよくからかっている。中学園での小学校低学年並みでしかない低レベルな授業に嫌気がさしている。一人称は「オレ」で、男口調で話す。アラレとは悪友で特に仲が良く、原作では最末期まで「あかねちゃん」、アニメでは最初の方は原作と同じ「あかねちゃん」だったが途中から「あかねちん」と呼ばれる（原作も最末期は「あかねちん」に統一）。アラレが毎朝玄関で大声で叫ぶのでその時はいつも怒っている。苦手なものは人参、ピーマン、毛虫、蛇。店で働くなにかと口煩い姉も苦手とされる。口は悪いが根は優しい。アラレをダシにマネージャーを名乗り出たり、怪獣ドドンガドンの騒ぎで見物人に飲食物を売ったりと折あらば小遣い稼ぎをしようとする場面もある。職業は「ねー」、趣味はわるさできらいなものはけむし・ピーマン、得意技はコブラツイスト。住所はペンギン村カモノハシ4。
みどりとは顔が似ており、みどりに変装したことが何度かある。アラレにも入れ替わりに変装したことがある。
摘突詰と恋人関係となり、10年後の未来では彼と結婚している。また、「Coffee Pot」の経営を姉から引き継いでいるが、その性格が接客にもあらわれているため、「最近、客が来なくてよー」とアラレにこぼす場面がある。
原作およびアニメ第1作ではパーマがかった金髪だったが、アニメ第2作では直毛の茶髪になった。アニメ第1作ではタイトル読み上げも担当。
鳥山は「アラレとの対比で、生意気でちょっとヤンキーっぽい女友達が欲しかった。僕はいかにも可愛い女の子のキャラクターが凄く苦手なので、あかねのような男と変わらないようなキャラクターは描きやすくていい」と語っている。
木緑葵（きみどり あおい）
声 - 神保なおみ（アニメ第1作、劇場版第2作）、三田ゆう子（アニメ第1作・代役）、江森浩子（アニメ第2作）
あかねの姉で、木緑家の長女。喫茶店「Coffee Pot」を営む。1981年4月1日時点で20歳。初登場はあかねよりも早い第1回目。千兵衛の唯一の女友達で、当初は千兵衛と一緒に映画に行くなど親しくしていた。様々なキャラクターのいたずらの対象になるなど損な役回りが多い。10年後には「Coffee Pot」の経営をあかねに譲っている。紅髪で、瞳はブラウン。あかねに比べると言葉遣いも丁寧で、良心的な一面もある。日ごろ態度の悪いあかねには厳しく、なにかと口うるさいがあかねを思ってのことである。
作中で運転免許を取っているがカージャック犯もすくみ上がるほどの暴走運転をし、アニメでは「すうぱー・どらいばー」と恐れられている。
当初は千兵衛を巡ってみどりと三角関係になる構想があったという。その構想が破棄された結果、作中の出番は少ない。
アニメ第2作でも出番が少なく、原作で葵が出演しているシーンもほとんどが他のキャラクター（主にアキコ）に差し替えられている。
木緑紺（きみどり こん）
声 - 田中崇（現・銀河万丈）（アニメ第1作）、田中秀幸（アニメ第2作）
あかねの父。1981年4月1日時点で41歳。地味な顔立ちで、眼鏡をかけている（アニメ第1作、第2作ではサングラス）。登場回数は非常に少ない。原作ではあかねの授業参観に赤ずきんのコスプレで初登場し、アニメ第1作では子供たちと遊ぶためにマッカーサー風の軍人コスプレで授業参観のエピソードより先に登場した。摘一家との初対面時、妻（紫）の尻をつついた鶴天のことを、謝る鶴燐たちに「なかなかおもしろいお父さんだね」と冷や汗交じりに言っていた。
木緑紫（きみどり むらさき）

あかねの母。全く似ていないが空豆まめの妹。1981年4月1日時点で39歳。ペンギン村高学園の運動会の話でのみ登場。マリリン・モンローのような風貌で、尻を振って歩く。運動会ではお酒を派手に飲んでいた。
摘鶴天に尻をつつかれても拒絶せず「キモチよかった〜」と言うなどの天然ぶりであかねに突っ込まれる。

### 空豆家
ペンギン村アルマジロ9番地にある、カニの看板の理髪店「バーバーそらまめ」を営む一家。
空豆タロウ（そらまめ タロウ）
声 - 古川登志夫（アニメ第1作、劇場版第1作 - 第5作・第11作）、島田敏（劇場版第7作 - 第9作）、太田真一郎（アニメ第2作、劇場版第10作）
アラレの友人で、空豆家の長男。1981年4月1日時点の体格は、身長171cm、体重56kg。1964年ザリガニ24日（9月24日）生まれ。15歳→20歳。アラレ、あかねより2学年上で登場時は中学3年生。常にタバコを吸っており、リーゼントにサングラスという典型的な不良の格好をしているが、あかね同様根は善良で作中では比較的まともな人物。アニメ第2作では、刈り込んだ金髪にサングラスという格好となっている。趣味はバイクと野球。職業は無しょく、きらいなものはオバケ、得意技はケンカ。住所はゲンゴロウ島ペンギン村アルマジロ5番地。1981年4月1日時点ではポチという2歳の亀を飼っている。中学園、高学園では弟ピースケと共に野球部に所属、ポジションはピッチャー。実は怖がりでオバケが苦手。第2巻では、アラレからは「タロさ」と呼ばれているが、本人は「田舎もんみたいだから」という理由で気に入っていない。鳥山のミスで本来の卒業時期以降もアラレたちに追いつかれるまで通学していたが、それに気付いて高学園を卒業した後は警察官になる。
警察官に採用された後、パトカーを運転しようとして自動車免許を持っていないことに気づき（原付免許は持っている）、免許に興味を持ったアラレと一緒にゲンゴロウ島自動車学校に行き免許を取得する。また、『ドラゴンボール』では、レッドリボン軍のことを周知している。
摘鶴燐に一目惚れして、熱烈なアプローチの末に恋人関係となる。10年後の未来では結婚し、2人でアンギラスマンションで暮らしている。
『ドクター・スランプ2007特別編 Dr.MASHIRITO ABALEちゃん』や『劇場版Dr.SLUMP Dr.マシリト アバレちゃん』の1年前には、安易な気持ちで印税生活に憧れて、自叙伝「オレも昔はワルだった」という本を書いて出版したが、バレバレの脚色がされていて内容も薄かったため脅して買わせたものを含めても数十部しか売れずに、ペンギン村の本屋では今も埃を被ったまま平積みになっているらしい。
鳥山は「悪ぶってるのに小さなアラレに一目置き、仲間になってしまうというのは楽しいかなという、ほぼあかねと同じ発想で生まれた。正直、女の子を描くよりこういう不良の男の子を描いてるほうがわかりやすくていい」と語っている。
空豆ピースケ（そらまめ ピースケ）
声 - 神保なおみ（アニメ第1作、劇場版第1作 - 第5作）、中野聖子（アニメ第1作・代役、1992年SP）、鈴木富子（劇場版第7作）、浦和めぐみ（アニメ第2作、劇場版第10作）
タロウの弟で、空豆家の次男。1981年4月1日時点の体格は、身長102cm、体重34kg。1967年ザリガニ1日（9月1日）生まれ。13歳→18歳。小さい頃に母親のまめからもらった猫耳付きの帽子をいつもかぶっている。臆病な性格で、タロウに泣きついてばかりいる。兄や同学年のあかねにくっついて不良のような振る舞いをするが、どうみても小学生にしか見えずバカにされる。高校生になってもランドセルを背負って通う。趣味はサイン集め。長髪だったがタロウによって丸坊主にされたことがあり、後にその頭をタイムスリッパーのツンツル板代わりにされた。職業は学せい、きらいなものは皿田きのこ、得意技はひっさつサインちょバズーカ。
ヒヨコという少女に一目惚れし、紆余曲折の末に恋人となる。10年後の未来では彼女と結婚し、息子のプースケをもうけている。10年経った成人後も中高生時代同様小柄なままで、みらいカメラでそれを知って愕然としていた。10年後では帽子は同じものを被っており鼻の下に髭を生やしていたが、みらいカメラで60年後を写した73歳の姿は、相変わらず同じ帽子を被っていたが、白髪で髭は剃っていた。
鳥山は「タロウの弟だけど、兄弟で全く違うタイプにしたかった。一番、素直で真面目なキャラクターなんじゃないか」と語っている。
空豆クリキントン（そらまめ クリキントン）
声 - 戸谷公次（アニメ第1作、劇場版第2作）、掛川裕彦（劇場版第9作）、金光宣明（アニメ第2作）
タロウとピースケの父親で、バーバーそらまめの店主。1981年4月1日時点で38歳。アラレに百点を上げるほどの彼女のファン。モデルはクリント・イーストウッドで、渋い風貌をしているがスケベなところがある。子供じみた性格で千兵衛同様、大人気ない行動が多い。元刑事で、劇中44マグナムをイーストウッドが演じたダーティハリーばりに撃ってみせるシーンがある。本人いわく、警官の仕事は「なかなか儲かる」らしい。
空豆まめ（そらまめ まめ）
声 - 中谷ゆみ（アニメ第1作・32話）、上村典子（劇場版第8作・第9作）
タロウとピースケの母。1981年4月1日時点で39歳。まるっこい体型で、肝っ玉母さんといった風貌。ネズミの耳の形の帽子をかぶっている。まったく似ていないが木緑紫の姉である（したがって、木緑姉妹と空豆兄弟は互いに母方の従兄妹という関係になる）。
空豆プースケ
1985年から10年後の未来に登場するピースケとヒヨコの息子。ピースケと同じ猫耳付きの帽子をかぶっている。

### 摘家
中華人民共和国の山奥にある村・鍔北弊（つばぺっぺい）からペンギン村に来た一家。宇宙船「烈津號（れっつごう）」に乗って一家で月旅行へ出たが、アラレの「んちゃ砲」を受けて烈津號が故障し、ペンギン村の則巻家隣に不時着。そのまま烈津號を自宅として村に住むようになる。原作では、彼らは家族以外の相手と会話する際には、協和語調の話し方（いわゆる「〜ある」という言いまわし）で話しているが、家族同士で話をする時には、日本語の会話文に無理やり漢字を当てはめた言葉で喋っている（中には記号や、英語の発音を当てたものもある）。10年後には、両親は中国に帰っている（烈津號は結局直らず、旅客機で帰った）。作中では、突詰が新聞配達の仕事をしている描写がある以外は、どのようにして家族の生活費を稼いでいるのか謎である。
鳥山は「たぶん昔からよく観ていたカンフー映画からの発想で生まれた。とにかくコミカルな要素の多い、ジャッキー・チェン映画からの影響は大きいかもしれない。揃って妙な家族にすれば楽しいかなと思った。たぶん中国旅行に行ったりして中国がマイブームになっていたんじゃないかと思う。その後、突詰が悟空に、親父が亀仙人にと、ドラゴンボールへ発展していったんじゃないかと思う」と語っている。
摘突詰（つん つくつん）
声 - 千葉繁（アニメ第1作、劇場版第5作）、田中和実（劇場版第7作）、置鮎龍太郎（アニメ第2作）
摘一家の長男。鶴燐の弟でアラレやあかねと同学年。初登場時15歳。女性が苦手で、女性に触られるとトラの姿に変身する特異体質で、男性に触ると元に戻る。アラレはロボットなので影響を受けなかったが、アニメでは同じロボットであるオボッチャマンに触れてトラから人間の姿に戻ったことがある。拳法の達人で、常に体を鍛えている。非常にまじめで温厚な好青年だが、本気で激怒すると理性を失った野獣のようになり、アラレやガッちゃん2人を返り討ちにした茶ビン魔人すらも倒してしまうパワーを発揮するが、本人にその間の記憶は無い。第2回ペンギングランプリでは自転車（鶴天が超パワーのバイクを作ったが、大き過ぎて人間には乗れなかった）での参戦ながら、アラレたちに次ぐ2位という大健闘だった。
後に、あかねと恋人関係になり（烈津號が直りそうでお別れと思った際に告白）、10年後の未来では彼女の夫としてコーヒーポットに住んでいる模様（アニメ第2作では克服と同時にトラに変身しなくなる面があった）。小学園の教師になっており、功夫道場の先生もしている。
摘鶴燐（つん つるりん）
声 - 三田ゆう子（アニメ第1作、劇場版第4作 - 第5作）、桑島法子（アニメ第2作）
摘一家の長女。突詰の姉でタロウと同学年。超能力を持ち、自分の体や物体を浮かせたり、瞬間移動などができる。弟の突詰は彼女に頭が上がらない。年齢の割に身長は低く、突詰より年下にも見える外見だが、可憐な風貌から学園の男子生徒にもモテる。怒りで超能力を爆発することがある。
後に、タロウと恋人関係になり、10年後の未来では彼の妻として専業主婦になっている。
摘鶴天（つん つるてん）
声 - 大竹宏（アニメ第1作）、矢田耕司（アニメ第2作）
摘一家の大黒柱で、突詰と鶴燐の父親。禿頭、眼鏡をかけている。アニメ第1作では、1986年のとき45歳と自己紹介していた。鍔北弊の発明家で「烈津號」を製作した。スケベなので千兵衛とは気が合うが、千兵衛よりも積極的にセクハラや痴漢行為を実行し、その度に相手や妻に殴られる。寝ている鶴燐のパンツを見て超能力でぶっ飛ばされたこともある。妻には頭が上がらない恐妻家。アニメ1作では千兵衛とよくキャバレーに行っている。クリキントンにも千兵衛以上のスケベと評されている。
摘詰角田野廷遊豪（つん つんつのだのていゆうごう）
声 - 中野聖子（アニメ第1作）、富沢美智恵（アニメ第2作）
鶴天の妻であり、突詰と鶴燐の母親。中国拳法やハンマーを使って、スケベな夫を諌める。鍔北弊を発つ時に洗濯物を取り込み忘れ、ずっとそれを気にしている。名前の元ネタは当時放送していた自転車メーカーツノダのCM。第2作では摘多香麺之秘宝（つん たーかーめんのひほう）と改名されている。口元にホクロがある。

### オボッチャマン家
元はスッパマンの家だったが、空き家と思い込み勝手に貰い受け、アラレの近所に家ごと運んで住んでいる。10年後にはアラレと結婚し、アラレと一緒に暮らしている。
オボッチャマン
声 - 堀江美都子（アニメ第1作、劇場版第4作 - 第5作、ドラゴンボール、ぷよぷよ!!クエスト）、くまいもとこ（アニメ第2作、劇場版第10作）
マシリトがアラレの構造を真似して作った少年型アンドロイド。そのため戦闘能力はアラレと同等で、アラレと同じ「ロボビタンA」をエネルギー源とし、オボッチャマンの体にアラレの頭を取り付けることもできる。頭の一部分が尖っているのが特徴。一人称は「わたくし」。ロボットでありながら男性器が付いており、アラレがオボッチャマンの胴体を借りたときは珍しがっていた。ペンギン村で暮らしはじめてからは、牛乳配達のアルバイトで収入を得ている。きわめて上品で礼儀正しく正義感の強い性格で、この物語きっての常識人である。ただし、アラレに関しては妄想癖があり、度を越すこともある。当初はマシリトに「アラレと則巻千兵衛は地球征服をたくらむ敵である」と教えられ倒すためにやってきた敵（ライバル）だったが、アラレに一目惚れしてしまった他、則巻家に泊めてもらい、ロボビタンAまで出してくれたことに疑問を感じるようになり、マシリトの野望は失敗する。その後、オボッチャマンもろともアラレを倒すためにキャラメルマン7号を従えてやってきたマシリトに真実を聞かされ、袂を分かつ決意をする。「世界一つおいのだーれだ大会!!」でキャラメルマン9号となったマシリトをアラレに扮装して乱入し、ごあいさつ砲でキャラメルマン9号を破壊する。その後、第2回ペンギングランプリの借り物競走で、「あなたの恋人」の紙を引いた（その意味が「一番好きな男子」と聞いた）アラレに選ばれた形で恋人宣言をされる。アニメ1作ではデートなどもしている。後にアラレと結婚し、オボッチャマンと同じ髪型の赤ちゃんアンドロイド（ロボット）を密かにもらって幸せな家庭を築いていた。
最初は名前が決まっていなかったため「キャラメルマン4号（仮名）」と名乗っていたが、『週刊少年ジャンプ』の読者から名前を募集し「オボッチャマン」と名前が決まった。アラレは「おぼっちまんくん」と呼ぶ。アニメ第1作ではペンギン村のみんなで名付け、第2作では自分で名づけたことになっている。同型のアラレとテレパシーをする能力がある。アラレのんちゃ砲と同様の「ごあいさつ砲」を発射でき、語尾に「…で、ございまぁ〜す!」が付く。千兵衛から燃料のロボビタンAを分けてもらっている。
アニメ第1作の第185話「さようなら!! アラレさん」の予告はその内容ゆえアラレに代わってオボッチャマンが担当している。これ以後もオボッチャマンが予告を担当するエピソードがいくつかある。
鳥山は「そろそろネタもなくなってきたし、ここらでアラレにライバルかボーイフレンドでもと思って生まれた。軽いノリで鉄腕アトムみたいな髪型にしたけど、後で文句を言われやしないかと、ちょっとドキドキした」と語っている。キャラメルマン4号と呼ばれていたが、マシリトが自分を改造したキャラメルマンを含めると実は5号である。
キャラメルマン10号（アニメ第1作）
アニメ第1作第236話・237話で、地獄から復活したマシリトに電子頭脳を再プログラムされ洗脳されたオボッチャマン。乱暴な性格になり、一人称も「オレ」に変わっている。マシリトを様付け、アラレや千兵衛、ガジラを呼び捨てで呼んでいた。背負ったジェットで空を飛ぶことができ、本気のガジラの攻撃も効かず、遠くに飛ばした。アラレと都会島で戦うが、今までのことを思い出し、洗脳が解け、地球の鍵穴を守る魔人からアラレをかばって潰される。その後、千兵衛に修理されて元のオボッチャマンに戻る。
アラレとオボッチャマンの赤ちゃん
1984年（アニメ第1作では、1985年）から10年後の未来に登場する、千兵衛が用意したアラレとオボッチャマンの子どもアンドロイド。現在のオボッチャマンがアラレとの未来が気になりターボが製作したタイムマシンを借りて見にきた時に初登場した。アラレは「キングギドラ」と名付けようとしたが、オボッチャマンが反対したために名前は決まっていない。アニメ第2作では、名前のことには触れていない。「父親」のオボッチャマンと似た髪形で、髪の色はアニメ第1作では紫色、原作漫画およびアニメ第2作では黒。おしゃぶりをしており、言葉はまだしゃべれない。エネルギー源は「両親」と同じ「ロボビタンA」で、アニメ第1作ではアラレが哺乳瓶から飲ませているシーンがある。また、アニメ1作ではターボがメリーゴーラウンドのような玩具を作っており、それに乗って喜んでいた。
ネコ
声 - 三田ゆう子（アニメ第1作）
アラレが拾ってきた2匹の猫だが、千兵衛が猫嫌いのためオボッチャマンに引き取られる。食費を稼ぐためにアラレは「世界一つおいのだーれだ大会」に出場、賞金全額でキャットフードを買い込んだ。アニメ第1作では後に子猫ができたため、7匹になった。のちに『ドラゴンボール』にゲスト出演した際にも、オボッチャマンがこの猫たちについて語っている。

### ペンギン村警察署の警察官
ガラ
声 - 田の中勇（アニメ第1作、劇場版第1作・第2作・第4作）、岸野幸正（劇場版第6作）、風間信彦（アニメ第2作）
ペンギン村警察署署員。口髭を生やしており、色黒で背丈が小さく唇が厚い。パゴスの後輩。ガラとパゴスはともに行動することが多く、アラレとガジラにパトカーや白バイを破壊されるのが定番で、アラレを「メガネっこ」「ほよよっこ」「ほよよ娘」、ガジラを「クピピっ子」と呼んで恐れている。アラレからは「ケーサツ屋さん」と呼ばれている。
10年後では頭頂部が禿げている。1985年から来た鳥山の前でまたもアラレにパトカーを壊され「これで300台目だ」と発言。
パゴス
声 - 佐藤正治（アニメ第1作、劇場版第1作・第2作・第4作・第11作）、平野正人（劇場版第6作）、中尾みち雄（アニメ第2作）
ペンギン村警察署署員。口髭を生やしており、色白で背丈が大きい。ガラの先輩。
10年後では白髪になっている。アラレに300台目のパトカーを壊され、退職の意思を発言。
ギャオス
声 - 戸谷公次（アニメ第1作）、郷里大輔（劇場版第6作）、島田敏（アニメ第2作）
ペンギン村警察署署長。原作本編では名前は出ていないが、『少年ジャンプ特別編集 Dr.スランプSpecial』で判明している。口髭が特徴。
基本的にボケの面が目立つが、タロウが就任してからはツッコミの面が目立つようになった。
ポリー・バケッツ
声 - 藤田淑子（アニメ第1作）、勝生真沙子（アニメ第2作）
ペンギン村警察署の婦警。原作本編では名前は出ていないが、『少年ジャンプ特別編集 Dr.スランプSpecial』で判明しており、アニメ第1作でも「ポリー」と表記されている。むやみやたらに機関銃を撃ちまくる。口元にホクロがある。千兵衛に駐車違反の濡れ衣を着せ強引に取り締まろうとした（近くに停められていた三輪車が千兵衛の短足にぴったりという理由、しかも持ち主がきのこと分かっても謝らなかった）ため、彼を激怒させ「透明人間になる薬」を作るきっかけになる。また、アラレが良い子以上に振る舞っていた時は他の警察官と共に被害に遭っている。
ドロップくん

『スター・ウォーズ』のストームトルーパーのヘルメットに似た顔の警官。ポリーの色仕掛けにかかっていたが性別を含め詳しいことは不明。
チャーミー山田
声 - 堀川亮（アニメ第1作）
大都会島からペンギン村警察にやってきた超エリート警察官。どんな些細なことも法律違反とみなしてしまうために、ほとんどの村人から山にいたるまで逮捕してしまう。また、警察官になった空豆タロウのパトカーの運転を注意している。極度の潔癖症で、そのため「不潔のチャンピオン、大便」の串刺しを手にしたアラレにはかなわなかった。低頭身・短足ながら神業的なバイクテクニックを持ち、犯罪者追跡に活用。第2回ペンギングランプリに出場の際も予選を通過したが、村に程近いジャングルで脱落。アニメ第1作では祖父は元警視総監、祖母は元看護婦、父は弁護士、母は給食のおばさん、兄は消防士、姉はビルの掃除をしているパートで皆同じ顔をしており、潔癖で正義感が強い性格は遺伝によるもの。

### ペンギン村の教員
原作では前述の山吹みどりに加え、高学園の先生として2年担任のゴジラの東宝（あずまだから）先生、3年担任のトドの豆藤（とうどう）先生が運動会に登場する。アニメ第1作では東宝先生は登場せず、2年生は運動会荒らしで有名なプロ選手団として登場する。
ペンギン村村立中学園園長
声 - 佐藤正治（アニメ第1作）、松尾銀三（劇場版第6作）、松田重治（アニメ第2作）
陽気な性格の中年男性。眼鏡をかけている。時折羽のついた帽子をかぶったり、校舎内をローラースケートで滑る。アニメ第2作では千兵衛の恩師。
ペンギン村村立高学園校長
声 - 戸谷公次（アニメ第1作）
スーツにネクタイでメガネをかけたイノシシ。学園の運動会では教頭とコンビを組んで解説役を務め、アラレが投擲したハンマー（大きな金槌）が顔面を直撃する不運に見舞われる。
ペンギン村村立高学園教頭
ビン底メガネをかけた痩せ型の男性。お春ばあさんの息子でもある。学園の運動会では実況アナウンサーとして活躍。
栗頭大五郎（くりがしら だいごろう）
声 - 水鳥鉄夫（アニメ第1作）、飛田展男（アニメ第2作）
アラレたちが入学した高学園（アニメ第1作では中学園兼任、第2作では中学園のみ）に赴任し、担任となった先生。その名の通り、栗のような形の大きな頭を持ち、顔の幅は約1メートル、頭だけで150kgはある。そのため、手が頭の上に届かず頭の重さでまったく泳げない。学生時代はサッカーのゴールキーパーを務め、巨大な頭で「鉄壁」を誇った。「愛こそが全て」が教育方針で、得意技は「愛の頭突き」。性格は基本的に真面目で教育熱心で特に粗暴な性格のあかねに厳しい。赴任当時は校長がイノシシであることや、生徒にアリやえんどう豆などがいることに戸惑っていた。授業をすることに楽しみを感じており、授業シーンがあまり描かれないことに不満を漏らしたこともある。
マイカーは装甲車である（頭がでかく車に入らないため、ハッチから頭がでている）。また、ヘルメットがかぶれないため第2回ペンギングランプリに参加できず、第一関門であるクイズの出題者を担当することになった。アニメ第1作では道徳の授業を担当しており、納豆が苦手となっている。
鳥山は「見た目のインパクトのみで生まれたキャラクターだけど、そのデカイ頭のおかげで、あまりバックを描かなくてすむという思いがけない利点もあった」と語っている。

### 動物たちなど
サイボーグくま
人間によって剥製にされるために幼い頃から檻に閉じ込められていたが、アラレに助けられたクマ。山に放された直後ハンターたちに鉄砲で撃たれるが、千兵衛によってアラレの体の部品を移植されてサイボーグとして蘇り怪力になる。檻に入れられていた時は人間に対して強い警戒心を持っていたが、アラレたちに解放され優しい表情になる。その後は山で暮らしており、アラレたちと再会したときには一緒に遊んでいた。
なお、元飼い主はアラレが身代わりに置いて行ったぬいぐるみを「餌をやらなかったら縮んでしまった」と勘違いし、ハンターたちは怒ったアラレによってアフリカのライオンの群れの中へ投げ飛ばされた。
ブータレブー
声 - 佐藤正治（アニメ第1作、劇場版第2作）
サングラスをかけた生意気なブタ。則巻家の一員のように振舞っていた時期もある。高学園の大運動会ではレフェリーを務めており、優勝者をまったく関係ない観客（となり村のベティ）にしてしまった。アニメ第1作では3話以降、タキシードと頭に拡声器を乗せた姿で登場し、物語冒頭で木の枝の上から「ペンギン村に朝が来たぞーい!」と叫ぶのが定番となっている。物語終盤、チャーミー山田に路上での立ち小便が見つかって逮捕されてしまい、息子が木の上で叫んでいた。時間には厳しく、寝坊した太陽に大砲を撃ち込んで叩き起こしたこともある。身長はアラレより小さい。44話ではアラレたちと一緒に大都会島にいって戦争ごっこし、大都会島でヘリやビルなど壊している。初期は生意気なことを言っても何も言われなかったが、中盤から千兵衛やきのこ、鳥山などに「今日の晩飯はとんかつがたべたいな」と脅されるようになる。
アニメ第1作のクレジットでは「ブタ」や「メガネブタ」、「ブタさん」と表記されている。
ドンベ
声 - 千葉繁（アニメ第1作）、中友子（劇場版第6作）、山口勝平（アニメ第2作）
長靴を履いたキツネで、非常に悪戯好き。一人称は「オイラ」。いろいろな物に化けることができる。両親がいたがそれぞれの理由で死んでしまった。それ以来人間が大嫌いになったが、アラレと千兵衛には罠にかかった所を助けられて少し心を開いている。
アニメ第1作145話では、蝶々にだまされ、キツネ子というドンべの好きなキツネの前でのぞきにされていまい、通りかかったオボッチャマン、タロウ、摘突詰に腹いせに偽のラブレターを送るが、最後はばれて袋叩きにされる。しかしキツネ子への想いを書いた写真をアラレに見られたのをきっかけに、最終的には両想いとなる。
ドドンガドン
声 - 田の中勇（アニメ第1作）、山本圭子（劇場版第7作）、沼田祐介（アニメ第2作）
地底怪獣。土の中から現れた自称大怪獣だが、背丈はアラレ程度。目が1個しかない代わりに口が前後にあり、後ろ側の口には鋭い歯がある上、ミサイルを発射する。銃弾を跳ね返すほど強固な身体だが、アラレにはかなわなかった。
ヤギ医者
声 - 戸谷公次（アニメ第1作）、島田敏（アニメ第2作）
ペンギン村にある「ヤギ医院」の院長。ウンチ（後述）の怪我を手当てしたり、妊娠したみどりを診察した。麻酔と言ってトンカチで気絶させる不安な面も。看板によると、病気・怪我の他、カメラなどの道具も治（直）してしまうらしい。
ブタオ
声 - 佐藤正治（アニメ第1作）、風間信彦（アニメ第2作）
名前はアニメ第1作より。スッパマンが結成した「地球防衛隊」に入隊したただのブタ。となり村の花子に想いを寄せている。キャラメルマン3号との戦いでは逃亡したと思いきや、竹槍で3号のタイヤを刺す奇襲で活躍をする。
ワニ三郎
声 - 木原正二郎（アニメ第1作）
銀行強盗の犯人で前科23犯の凶暴なワニ。母親ワニ（声 - 鈴木れい子）とペンギン村警察の依頼で連れてこられたアラレに追い回されて自首する。
虎八郎（とらはちろう）
声 - 飯塚昭三（アニメ第1作）
サングラスを掛けてスーツを着たトラ。村の暴れ者でみんなは怖がって近くには寄らないようにしている。たまによその町などから虎八郎を知らない人がやってくると大変な目にあう。
昔は農業に励む勤勉で優しいトラで、巣から落ちた文鳥のヒナを育てたりもしていた。しかし文鳥を交通事故で失った悲しみから、酒に溺れ暴れ回る荒くれ者になってしまった。しかしアラレが持ってきた文鳥を預かり育てることで、かつての優しさを取り戻し更生する。
トラだが菜食主義。クリキントンとは旧知の仲。
カン太
声 - 小宮和枝（アニメ第1作・168話）、山本圭子（アニメ第1作・236話）
ドンベから、タヌキなのに変身できないことを指摘され血のにじむ修練で変身を習得するが、実はパンダであることが判明する。アニメ第1作ではアラレのクラスメイトになっている。
ペンギン村の村長
声 - 佐藤正治（アニメ第1作）、風間信彦（アニメ第2作）
眼鏡をかけたペンギン。最終回間際に鳥山に漫画のネタを相談されたが、主人公であるアラレのことや漫画の内容をほとんど知らなかったため、彼を怒らせた。南極に引越したがっていた矢先だったので、第2回ペンギングランプリを開催し、その優勝者に村長の座を譲るという話でまとめる。村長は、村の中ならばどこへ行っても何をしてもタダという待遇付き。アニメ第2作ではアラレに村長代理を任せて温泉旅行に行ったことがある。一人称は「わし」。

### その他の住人
ねじしきくん
声 - 田の中勇（アニメ第1作・90話）、戸谷公次（アニメ第1作・196話）
アラレたちのクラスメート。背が低く、着物を着ている坊主頭の男の子。いつも狐の面をつけている。一度だけ、あかねにお面を取られて素顔が晒されたが、お面と全く同じ顔をしている。アニメでの10年後の姿は背が高くネクタイに背広を着たサラリーマンになっていたが、狐のお面はつけたままだった。
つげ義春の息子つげ正助は、子供の頃『Dr.スランプ』のファンで、ねじしきくんのキャラクターが父の漫画『ねじ式』のパロディだとは知らずに、父の漫画は「おかしいんじゃないの?」と考え、だからビデオデッキも買えないほど貧乏なのだと思っており、「アラレちゃん」を描いてほしいと願っていたという。
尚、『ドラゴンボール』で孫悟空の育ての親の孫悟飯が同じ狐のお面を被って登場している。
怪獣博士
声 - 田中秀幸（アニメ第1作）、野島昭生（アニメ第2作）
怪獣マニアの男性。「みんなの怪獣大百科」を買うためにアラレを誘拐したが、あっさり拘束を解かれる。忘れ物を取りに戻って来たアラレがエネルギー切れし、死んだと思って驚愕した。その後、誘拐する際アラレに買い与えたガメラ（ゼニガメ）の礼にゴジラの赤ちゃん（トカゲ）を贈られる。
お春（おはる）
声 - 向井真理子（アニメ第1作、劇場版第2作）、くまいもとこ（アニメ第2作）
タバコ屋のばあさん。あまり物事は語らないが、則巻家でターボ出産時、ウォーカーマシンに乗ってやって来て産婆としてターボをとりあげた。高学園の教頭をしている息子がいる。親子共々、ビン底メガネ。原作ではあまりセリフがないが、アニメ第1作では出番が増えており、作中の幕間につなぎとして登場し、お茶と煎餅を食べる。また、大抵は「たたりじゃ」というセリフを言っている。メイン回もあり、村人たちから神通力を持っていると思われており、お化けたちをつづらに封印したということになっている。アニメ第1作では、1986年のときに「72歳、身長145cm、体重35kg」と自己紹介していた。
カミナリ・ゴロンボ
声 - 戸谷公次（アニメ第1作・22話、220話）
ペンギン村の天気を司るカミナリ様。デートを控えていた時にアラレたちが飛び込んできた上に悪戯をしたため、デートに遅刻してふられてしまった。
アニメ第1作では死んだ父親が子供の頃、雲から落ちてペンギン村の子供たち（中学園園長、ギャオス署長）にいじめられていたところをお春ばあさんに助けられた恩があり、そのため父親からお春ばあさんの言うことを聞くように言われている。
ジョー・ダン
声 - 飯塚昭三（アニメ第1作）、田中康郎（アニメ第1作・66話）
銀行強盗をするつもりが、間違えて警察署に押し入って追われる身となった男。アラレとガジラを誘拐したりバーバーそらまめで人質を取って立てこもったりするが、振り回されて自分がひどい目にあう。アニメでヨウ・チエンらが地球侵略に来たときは宇宙刑事の役で登場するが、強盗と間違えられる。原作では名前が付いていない。
のんきおじっさ
声 - 佐藤正治（アニメ第1作）、飛田展男（アニメ第2作）
畑で農業をしているおじさん。カバのようなぼんやりとした表情としゃべりが特徴。千兵衛がみどりに対するスカートめくりのために考案した、動物による仕掛けで、上着の裾をめくられる羽目になる。アニメ第2作では神龍に願いを叶えてもらい、トラクターを手に入れた。
皿田きのこ（さらだ きのこ）
声 - 杉山佳寿子（アニメ第1作、劇場版第2作）、金丸日向子（劇場版第6作）、上村典子（アニメ第2作）
ペンギン村在住の幼児。1980年当時5歳の保育園児。アニメ1作では、1986年になっても「5歳。保育園レディよ」と自己紹介していた。血液型はA型。ませた口調で「ナウい」「イモ」「ダサい」といった言葉を多用する。非常に驚いたときにはすぐチビる。オカッパと刈上げがナウい髪型と信じ（自称カリアゲギャル）、常にサングラスをかけている。三輪車に乗り、「パパパーマのうた」をよく歌っている。お化けが苦手。両親は原作とアニメでは顔が異なる。
初登場時にアラレとガジラに「ナウいかっこう」をコーディネートするが、それはオバケと間違われるほどケバケバしい代物だった。ケーキに乗っているマンモスイチゴが大好物。しかし、カステラ部分を食べているスキに楽しみに取っておいたイチゴを、食べないのかと勘違いした父親にあっさり食べられたことから、大激怒し家出したという事件があった。そしていろいろ「ワル」になるため試行錯誤するもののうまくいかず、結局「ワルはまた今度にしよう」と当日の夕方帰宅した。
後に小学生となり、自転車（補助輪付）に乗り換える。アニメでは、それ以前に1回だけ自転車（補助輪付）に乗っている。
10年後の世界では、刈り上げた髪型やサングラスに面影が残るものの、8頭身に成長して相変わらずパパパーマのうたを歌いながら自転車に乗っていた。鳥山が描いた『ドクター・スランプ2007特別編 Dr.MASHIRITO ABALEちゃん』のラフ段階では成長したきのこが登場しており、マシリトJr.が彼女を見て顔を赤らめている。
鳥山は「実生活では、生意気で大人みたいな子供は大嫌いだけど漫画では別。田舎で、つっぱっているっていうキャラクターを描くのが楽しいので、そんなのが僕の漫画ではよく登場する。きのこもそのひとり。子供なので可愛く、さらに単純な部分を強調している」「実は、やっぱり田舎の子供というところが好き」と語っている。
ワイルドランドのこけ士
声 - 八奈見乗児（アニメ第1作）、西村朋紘（アニメ第2作）
動物園「ワイルドランド」の案内人。まったく表情を変えず、ことあるごとに「ぐは！ぐは！」と笑う。ギャグでアラレたちをこけさせるつもりが逆に何度もこけさせられる。悔しさのあまり車をわざと追突させてこけさせ、猛獣が歩き回る中で立往生の破目になる。アラレが動物たちの親分になったので事なきを得て、それにまたこけさせられた。アニメ第1作での名前はサファリ。
番長
声 - 寺田誠（アニメ第1作・23話）、戸谷公次（アニメ第1作・178話、209話）、龍田直樹（アニメ第2作）
アラレに一目惚れしたカナリヤ高校の番長で、彼女にデートを申し込んだがあかねと千兵衛に引っ掻き回された。原作のまともな出番はそれだけだが、アニメ（第1、2作とも）では後にアラレを巡ってオボッチャマンと張り合う話がある。
子分
声 - 竜田直樹（アニメ第1作・178話）、柏倉つとむ（アニメ第2作）
番長の子分。サングラスをかけており、尖った髪形をしている。身長はピースケと同じくらい。
パーザン
声 - 戸谷公次（アニメ第1作、劇場版第1作・第3作・第4作）
ペンギン村のジャングルに住む、自称「ジャングルの王者」。原作では黒髪だが、アニメ第1作では金髪である。スッパマンと顔がそっくりだが非常に仲が悪く、互いに「アホのスッパマン」「バカのパーザン」と嫌いあっている。スッパマンに間違われるのがイヤで服を着なくなった。スッパマンといい勝負のアホ。鳥山によるとスッパマンよりアホで、悪知恵が働くスッパマンに比べて単純バカだという。相棒のチーター（小さいゴリラ）と行動を共にするが、ある事情で別れ、巨大なカエルを新たにチーターとしたものの、言うことを聞いてもらえなかった（ペンギングランプリで乗り物にした際も、動いてもらえずスタートラインすら切れずに脱落）。劇場版『ほよよ!世界一周大レース』では、ゴリラを集めてフロント王女の手助けを協力してもらう（ゴリラから金は取られている）。アニメ第1作・125話ではスッパマンと顔が似ている事を逆手に取り、スッパマンに変装して様々な悪事を働いた。
クリストファー・クリス

名前は劇場版『ほよよ!世界一周大レース』より。ジェット機に似た自動車を駆り、スッパマンの彼女を横取りした男。ウンチを車ではねた上、車に傷をつけたと足蹴にしたため千兵衛の怒りを買い、車を壊されて退散する。
スコップくん
声 - 田中秀幸（アニメ第1作）
都会島からペンギン村に引っ越してきたガリ勉少年。常に厳しい顔つきをしているエリート意識丸出しの少年で、転校したばかりの中学園のあまりにも低レベルな授業内容（間違えて小学校へ来てしまったと思うほどだった）や同級生のアホ丸出しな振る舞いを見て嘆息し、周囲のペースに乱されることなく独りで勉学に励もうとする。しかし都会島から持参してきた「超むずかしい数学の問題集」をアラレが目の前で事も無げに全問正解して見せ、あまりのショックのために人格に異常を来たし、以降はずっとアホ面になる（容姿がそっくりの両親は、明るい性格になったことを喜んでいる）。
アニメではペンギン村でアホをうつされ「アホ・ノイローゼ」にかかっている。時おり元の性格に戻り、アホの素を全滅させるために馬鹿博士に頼んでサイボーグにしてもらい、アラレとほぼ同速で動き、アラレのあいさつ砲を弾き返して倒すなどの凄まじい力を見せる。しかし実際は馬鹿博士にサイボーグのような格好をさせられただけで、それに気付いた後は元に戻る。頭の良さだけはその後も失われることがなく、都会の高校の難しい受験を全受験生中唯一満点で突破するが、合格発表に出席せずペンギン村に残って楽しい毎日を過ごす道を選ぶ。モデルは『宇宙大作戦』（『スタートレック』オリジナルシリーズ）のミスター・スポックで、おかっぱ頭に尖った耳、白けた表情をしている。
びびるマン
声 - 寺田誠（現・麦人）（アニメ第1作）、佐藤正治（アニメ第1作・199話）
殺し屋。ジョー・ダンからアラレの抹殺依頼を5800円で受ける。銃床と照準器をつけた自動拳銃という、およそ狙撃向きとは言えない装備だが（しかもジョーに試射を披露した際は1メートルの至近距離で当てたことを自慢し、ジョーもジョーで絶賛している）、アラレに命中させる。しかし銃弾は通用せず、その後も失敗を繰り返した末、おとぎマシーンによってアラレたちと一緒に本の中に入り、本の中に置き去りにされて本ごと千兵衛に処分される。アニメ第1作では再登場し姿三角と決闘をしたり、マシリトの部下として登場したりする。ジョー・ダン、カージャクと共にアラレに復讐しようとする。
ヒヨコ
声 - 島津冴子（アニメ第1作）、桑島法子（アニメ第2作）
ピースケの初恋相手で、彼より2歳年下だが背が高く、タロウの肩ぐらい。1981年時点で、小学6年生。ピースケとの身長差を解消するつもりでアラレにデカチビ光線銃で小さくされた時、悪者コガネムシからピースケに救ってもらったことがきっかけで交際。後にピースケと結婚し一児をもうけている。
スズメ
声 - 三輪勝恵（アニメ第1作）
ヒヨコの妹で、常に空飛ぶじゅうたんに乗っている。まだおしゃぶりを咥えた赤ちゃん。
フライミルクオヤブン
声 - 寺田誠（現・麦人）、戸谷公次（アニメ第1作・223話）、郷里大輔（アニメ第2作）
牛乳屋「蠅牛乳（フライミルク）」を経営。「最近の男は軟弱になった」と叫び、暴走族風のファッションに身を包む。2人の部下（リンチとサトーシ）を連れている。逆らう部下には握りっ屁や顔にハナクソをつけるなどのリンチを加えるため恐れられるが、仕事は真面目にやっている。「フライミルク」倒産後に、耕運機「豊作一番号」を買って暴走の末に八百屋「八百蝿」を起業。アニメ第1作での名前はビッグフライ。アニメ第1作の第2回ペンギングランプリでは予選敗退となっている。
モスキートミルクダンナ
声 - 西村朋紘（アニメ第2作）
「フライミルク」のライバルである「蚊牛乳（モスキートミルク）」を経営。
パタパタ山
ペンギン村の西に存在する顔がある活火山。両手に団扇を持ちながら煙を扇いでいる。火口からドラゴンに乗ったチビル（後述）を噴出させた。
バキュームカーの兄さん
声 - 伊武雅刀（アニメ第1作・46話）、古川登志夫（アニメ第1作・171話、219話）
アニメ第1作での名前はジェームス・ボトン。自称・世界最速の改造バキュームカーを操るキザな男前。バキュームカーには改造が施され各種ギミックが搭載されている。アニメでは国際バキュームライセンスを持ち、都会島情報部の命を受け汲み取り業者としてペンギン村を視察する。職業柄ウンチに関する造詣が深く、ウンチを指に引っ掛けてクルクル回すこともできる。得意技は「お手玉ウンチ」だが、アラレたちによる「お散歩ウンチ」に敗れ、悔し紛れに彼女たちの頭にウンチを乗せ逃走したが海に空に追い回された挙句車を破壊された。その後厳しい修行で体を鍛え抜いてアラレに復讐しにきたが、あっという間に敗れる（勝負を付けるつもりだった場所へ逃げ切る前に、幼児たちの横断で足止めされた）。原作ではおやつとしてカレーライスを供されて（おやつには相応しくない食品であることと、ウンチを連想させることから）絶句しているが、アニメでは大好物として美味しく食べている。
たこ焼きマクサ
声 - 兼本新吾（アニメ第1作）
たこ焼き屋の主人。台詞はない。モデルはさくまあきら。菓子屋「太陽堂」を開いている場面もあり、オボッチャマンは則巻家への挨拶品を買っている。他に「まくさ堂」という店を開いている場面もあり、オボッチャマンは高校のみんなへ挨拶する品を買おうとした。たこ焼きが売れると奇妙に笑う。
ふくすけくん
ペンギン・グランプリに参加した選手。走りだしたら止まらない不思議な「暴走たび」を履いて出場したが、途中で片方だけ脱げてしまい、片足だけ止まってもう片足だけ走り続けるという状態になってぐるぐる回ってしまい、それがもとで失格となった。
ジャック
声 - 第1作・木原正二郎（アニメ第1作・ 55話）、寺田誠（現・麦人）（アニメ第1作・104話）、青森伸（アニメ第1作・112話）、飯塚昭三（アニメ第1作・167話）
名前はアニメ第1作より。子分と共に葵の運転する車をカージャックしようとした男。しかし同席していたアラレのパワーと葵の運転に恐れをなし失敗する。アニメ第1作ではハイジャッカーとして再登場し、アラレたちが都会島に修学旅行へ行くために乗った飛行機を狙うが、またもやアラレのパワーと葵の操縦により失敗に終わる。
カート
声 - 竜田直樹（アニメ第1作・55話、167話、劇場版第4作）、玄田哲章（アニメ第1作・104話）
名前はアニメ第1作より。ジャックの子分で一緒にカージャックをしようとする。アニメ第1作では後にジャック、びびるマン、ジョー・ダンと「則巻アラレに復讐しちゃう会」を結成し、成り行きでリーダーとなる。
怪盗ルル
声 - 川浪葉子（アニメ第1作）
名前はアニメより。自称「華麗なドロボウ」で、摘家に泥棒に入る。服の中に本を隠し持っており、誰かに見つかったときはそれを見せてその場をやり過ごす作戦を得意とする。キャッツ・アイのような華麗な盗みのテクニックを披露しようとするが、アラレや虎になった突詰たちに恐れをなして退散する。
パン
声 - 田中秀幸（アニメ第1作・103話）、大竹宏（アニメ第1作・205話）
ルルの手下の小男。名前はアニメ第1作からで、103話のクレジットのみ「パル」と表記されている。205話ではルルではなく、犬の子分とともに登場する。
八龍（ぱーろん）
声 - 間嶋里美（アニメ第1作）
ペンギン村の最高峰イチニーノ山の頂上で修業をする若者。研修のために老師に代わってサンタクロースの仕事をするが、姿を見られてはいけないという厳命を、自分の姿を見た相手を殴打して気絶させるという強引な方法で実行した。結局殴られずにプレゼントをもらったのは、目を覚まさなかったアラレとガジラだけだった。
老師
声 - 宮内幸平（アニメ第1作）
毎年サンタクロースを務める老人で、八龍の格闘技の師匠。サンタクロースと格闘技がどう結びつくのかは不明。既に格闘の腕前は弟子に抜かれているが、空威張りでごまかしている。八龍に殴られた村の子供たちに、八龍と間違えられ仕返しされる。
うんちくん
声 - 山本圭子（アニメ第1作）
草むらで千兵衛から生まれたウンチ。ピンクの身体に手袋をはめ、スニーカーを履いている。単行本7巻に掲載されている絵本風の話では、ペンギン村を散歩し、すずめのうんちくんと牛のうんちくんやソフトクリームくんと友達になり、色々な場所を冒険する話が描かれている。アニメでは千兵衛に再会するが、最後はトイレに流れて消えていく。
鳥山によると、ペンギン村のウンチはタケノコのように自然に地面からはえてくるという。また、鳥山は「子供向けだから、こういうのを登場させたと思われがちだけど、こういうバカバカしさは本当に今でも大好き」と語っている。
オートバイこぞう
声 - 堀秀行（アニメ第1作）
原作では最末期、最終18巻から登場。オートバイにひたすら乗り続ける若者。素顔は不明。「オートバイカラオリタラシンジャウ病」というオートバイから降りると死んでしまう奇病にかかっているため、オートバイを止めることができない（降りた瞬間から苦しみだすが乗れば再び元通りになる）。一応バイクは幼児向け遊具や、バイク仕様のアラレ（口でのエンジン音が必須）でも代用可能。食事は店にトランシーバーで注文して投げてもらい（お好み焼きが好物）、排泄はバイクの後ろから出すようになっている（そのためライダースーツは陰部が露出して、搭乗中はシートで隠れている）。
路上で一目惚れした女性と交際を賭けてレースをすることになるが、彼女はフォーミュラカーに乗っていたため初戦は惨敗する。再戦でバイクに模したアラレに乗って勝利し、その後結婚し妻をサイドカーに乗せる。アニメでは暴走行為で警察に目を付けられていたが、結婚後は幸せ速度になり逮捕できなくなった。
第2回ペンギングランプリでは命をかけた走りで最終チェックポイントまで突破しベスト3に入る。だが惜しい所でガス欠寸前となり、ガソリンスタンドでの支払いに小銭が無くて手間取り追いつけなくなって脱落した。
むっつりじいさん
声 - 佐藤正治（アニメ第1作）
ペンギン村一番の頑固者。第2回ペンギングランプリ最大の難関と言われるC地点は、彼を笑わせないと通過することはできない。笑わせることができても、同じ方法は2度と通じない。
船吉さん（ふなきちさん）
声 - 戸谷公次（アニメ第1作）
第2回ペンギングランプリD地点の池を渡るために必要なイカダの船頭。21年間、正確な船出の時間を守らなかったことは無いのが自慢。グランプリでもそれにこだわったため、D地点到達選手は全員同じ便に乗り、それまでの順位はリセットされた。

## 大都会島の住人
馬鹿（うましか）博士
声 - 大竹宏（アニメ第1作・44話）、宮内幸平（アニメ第1作・99話）
大都会島の科学者。テレビで千兵衛と発明品のロボットで対決するが、彼のロボットはおもちゃと変わりなかった。後に再登場し、透明人間の舐めているアメ玉を小型のUFOや宇宙人が偵察用に送り込んだカメラだと勘違いする。
あん子
声 - 白石冬美（アニメ第1作）
のん子
声 - 山田栄子（アニメ第1作・72話）
田舎にあこがれてペンギン村に旅行してきた都会島の若い女性2人組。あん子はコンタクトレンズを無くしメガネをかけるが、その姿がアラレにそっくりだったため、アラレと間違えた千兵衛やガジラにひどい目に遭わされる。その挙句、アラレと取り違えられてペンギン村へ置き去りにされる。

### 大都会島アメリカンハイスクール
ライス・カレー

大都会島アメリカンハイスクール野球部キャプテン。エースピッチャーで4番打者、背番号1番。
ティッシュ・ペーパー

大都会島アメリカンハイスクール野球部監督。ひげをはやし、めがねをかけている。
サンデー・ブラザーズ
大都会島アメリカンハイスクール野球部部員であり、野球の天才六つ子。それぞれ
バナナ・サンデー（キャッチャー、打順6番、背番号2番）
チョコレート・サンデー（セカンド、打順9番、背番号9番）
ストロベリー・サンデー（ライト、打順1番、背番号7番）
パイナップル・サンデー（レフト、打順5番、背番号4番）
メロン・サンデー（サード、打順7番、背番号5番）
ヨーグルト・サンデー（ショート、打順8番、背番号6番）
だが、全員同じ顔をしている（初期の版およびアニメ第1作では当時のステレオタイプな黒人のイメージだったが、後にロボットのような顔に変更）。
プリン・アラモード

大都会島アメリカンハイスクール野球部部員。身長179cm、バスト91cmでタロウが見惚れて甘い球を投げてしまうほどの美女。守備はファースト、打順2番、背番号3番。
フライド・チキン

大都会島アメリカンハイスクール野球部部員。身長15mの巨体で、ベース間を一跨ぎする。グラブは牛12頭分を使った特注品。守備はセンター、打順3番。オボッチャマンの打球を受けてニューヨークまで吹っ飛ばされる。

## 世界一つおいのだーれだ大会!!出場者
キラー・スナイパー
声 - 青森伸（アニメ第1作）
アメリカからやってきたヨンフランシスコ警察SWAT隊員。第1試合で突詰と対戦し軽機関銃や拳銃を連射して追い詰めるが、弾切れして降参。
パンパンチ

アフリカ（後の版ではペリカン村に変更）からやってきたプロボクサー。優勝する自信満々だったが、第2試合でラジゴと対戦して踏み潰される。アニメでは虎殺しのボクサーと呼ばれる。
大怪獣ラジゴ
声 - 佐藤正治（アニメ第1作）
南国の島からやってきた大怪獣で、ゴジラに翼を生やしたような姿。第2試合でパンパンチを踏み潰し、続いて突詰を火炎放射で黒焦げにしたが、準決勝でキャラメルマン9号のミサイルを喰らって降参。
象の尻（ぞうのしり）関
声 - 郷里大輔（アニメ第1作）
体重6トン、顔の広さが4畳半ある相撲取りで体の大きさは常人の数倍以上もある。第3試合でキャラメルマン9号と対戦し、尻からのガスを顔面に受けて窒息したところにミサイルを撃ち込まれ爆発する。キャラメルマン9号はこっぱみじんのバラバラと言ったが、死亡したのではなく多数の小さな象の尻関に分裂して泣いて逃げ去っていくギャグ的演出になっている。アニメでは日本代表とされている。
ルノー・シトロエン

フランスからやってきた女子プロレスの世界チャンピオンでセクシーな美女。ビキニとロングブーツをコスチュームにしている。第4試合で千兵衛と対戦、肌の触れ合う技を期待した彼に格闘戦を挑まれるが、指一本触れさせずに手刀一発でノックアウトした。続く準決勝ではアラレのパワーには叶わないと考え、色気も通じないので呆気なく降参。
ミスター・ヘイヘイホー

カナダから来た力自慢の木こり。第5試合でアラレと対戦、バレーボールのように場外の彼方へ飛ばされてしまった。アニメ第1作ではこの大会以外にもマスクド・メロンというプロレスラーとも対戦している。その際には身長20メートルでデビュー以来15人のレスラーを病院送りにしたという設定が追加されている。

## 作者とその関係者
鳥山明（とりやま あきら）
声 - 鳥、ロボ：田の中勇（アニメ第1作）、竜田直樹（劇場版）、人間：田中秀幸、うえだゆうじ（アニメ第2作）
漫画家で、この作品の作者。アニメのキャストクレジットでは「トリヤマ」「トリ山」と表記。顔がガスマスクのロボットの姿（初期はメガネをかけた鳥の姿）のときは主に端役として、メガネとマスクをした人間の姿で現れるときは物語上の企画者として度々登場した。1回だけ、頭部がGペンの形をしたエイリアンのような姿で登場したこともある。ロボットの姿のときは最初の頃はゼンマイ式だったが、後に乾電池とモーターで動く構造になった。作者なので好き勝手に話を進めつつも、他のキャラクターに翻弄されることもあり、ガジラに至っては一回、鳥山を手のみ残してほぼ喰ってしまった。一方でずる賢い一面もあり、缶蹴り大会では「作者」の権限を使ってアラレのセリフを書き換えて賞品を誤魔化し、第1回ペンギングランプリではルールの隙間を付いた作戦で優勝者になったりとやりたい放題だったが、いずれも怒ったキャラクターに追いかけられるオチになっている。10年後には乞食に身をやつしていた。
1955年4月5日生まれ。
鳥嶋和彦（とりしま かずひこ）

鳥山の当時の担当編集者。「ボツ!」が口癖で鳥山の原稿を容赦なく没にする。
当初はパーマだったが、後に現実において髪型を変えており、本人が鳥山に作中に描くことを固く禁じたため、作中では手ぬぐいを被って頭部を隠す形で描写された。
後述のDr.マシリトは鳥嶋をモデルにしているが別人であり、作中のマシリトの活躍を見た鳥嶋が「この回はボツじゃない」とコメントする描写がある。そのコマで髪型変更後の写真をジャンプ誌上に掲載していたことを指摘され、その後は手ぬぐいを外して登場した。
ひすゎし

鳥山の初代アシスタント。作品の節目やコミックスのおまけ漫画でしばしば登場。
プロデビューしたため2代目の松山と交代した。
松山くん（まつやまくん）
声 - 千葉繁（アニメ第1作）
鳥山の2代目アシスタント。鳥山いわく絵がとても上手い。アニメ第1作では未来にタイムトラベルした際に、鳥山明が乞食に身をやつしている一方で、大ヒット作家として富豪となっていた。
桂正和（かつら まさかず）
実在の漫画家。登場回が『週刊少年ジャンプ』に掲載された当時は『ウイングマン』を連載中。現実では鳥山明とは、同じ初代担当・鳥嶋の下で鍛えられた「戦友」と呼べる友人関係にあり、どちらがより田舎者かで論争をしていた。作中ではペンギン村の旅行客として漫画に登場。思い切り田舎者として扱われた挙句、千兵衛から顔に落書きをされている。この時期『ウイングマン』には、鳥山を思わせる端役（「生徒会トリヤマさん」「Mr.マヤリト」など）が出没している。

## Dr.マシリト家
Dr.マシリト（ドクター・マシリト） / キャラメルマン9号
声 - 野島昭生（アニメ第1作・37話）、山田康雄（劇場版第2作）、野沢那智（アニメ第1作・71話 - 164話、劇場版第3作）、野田圭一（アニメ第1作・198話 - 236話）、神谷明（劇場版第7作、第9作）、置鮎龍太郎（アニメ第2作、ドラゴンボール超、ぷよぷよ!!クエスト）
千兵衛のライバルであり、悪の科学者（マッドサイエンティスト）。天才的頭脳とずば抜けた科学力、そして薄い眉毛の持ち主。ライバルの千兵衛からは「ムッツリスケベの変態科学者」と呼ばれている。ペンギン村から少し離れた山奥に研究所兼住居を構えて悪のロボット・キャラメルマンを製作。アラレが世界最強のロボットだと知り、世界征服のためにアラレ打倒を目指す（最初は千兵衛も世界征服を企んでると勝手に勘違いしていた）。キャラメルマンを使ってアラレや千兵衛に挑むが、毎回敗北。キャラメルマン3号敗北後に逃走した際にトラックに轢かれ、自らを顎から下をほとんど金属で改造したような姿で胸に4の文字を刻印したキャラメルマン4号としてサイボーグ化して、その後に再登場した時には自分を4号のナンバーにしたことは無かったことになって、より機械の割合が少なく見える以前に近い体で登場した。アニメ第2作でもサイボーグ化するが姿は違い、大破した後の登場回では最初から機械の割合が少なく見える姿になっている。フィアットパンダWサンルーフを所持しているが運転免許証は持っていない。原作および『ドラゴンボール超』では「ボツ!」が口癖。物語後半では、キャラメルマン7号でアラレの胴体を破壊し、オボッチャマンを機能停止に追い込み、完全勝利を確信するものの、ガジラが2人に増えていたことを知らず、ガジラたちが用意したカラオケマシンに夢中になってしまったことが仇となり、リモコンを奪ったガジラたちの無茶苦茶な操縦で暴走したキャラメルマン7号に踏み潰されて敗北。キャラメルマン7号の敗北後、自らをハサミのような手と4輪自動車のような下半身で顎に8の文字を刻印したキャラメルマン8号としてサイボーグ化して、爆弾入りの小包を千兵衛に送って殺害しようとするが、タイムスリッパーで偶然3日後へ行っていた千兵衛に気付かれ、大至急3日前に戻ってきた千兵衛が投げ捨てた爆弾小包が飛んできて大破した。その後、ヘリコプターの体にハサミのような手が付いたサイボーグになって、千兵衛の家のクリスマスパーティーのゴミ袋をプレゼント用の袋と勘違いして爆弾を忍ばせたが、何も知らないみどりがゴミ収集車にそれらを回収させ、ゴミ収集車が山道を走っている時に石を踏んだ拍子で爆弾だけが崖下にあったマシリトの研究所に偶然落ち、サンタが勘違いして置いたと思ったマシリトが開け、研究所ごと爆発する。
またもや自らを改造しキャラメルマン9号となり、「世界一つおいのだーれだ大会!!」に出場。初めはキャラメルマン8号として登場したが、劇中で観客に「9号」の間違いではと指摘され、顎に書かれた「8」を消して「9」に訂正している。決勝でアラレと対戦する。ロボビタンAを無効化するエネルギーゼロ光線を股間から放ちアラレをエネルギー切れ状態にして場外に飛ばしたが、卑怯な戦いに怒ったオボッチャマンがアラレに扮装して乱入。エネルギーゼロ光線を出す間もなくごあいさつ砲で粉々に破壊され死亡。跡にはネジとバネが1個ずつしか残らない姿になってしまい、鳥山がタイムマシンで訪れた10年後の世界で、マシリトのその後をアラレに案内された時そのままで発見されている。アニメ第1作では死後は地獄に落ち、血の池地獄や炎地獄、針山地獄で痛い目にあい、鬼にゴルフボールの代わりにされていたが、地獄から脱走して、アラレや千兵衛に復讐するためにオボッチャマンを洗脳したが、最終的にはチビルに地獄へ連れ戻される。原作・アニメ第1作の最終回および『ドラゴンボール超』では幽霊となって登場する。
幽霊となった後は生前にサイボーグ化する前の状態（顎や左手など）に戻っている。ただし下半身は幽霊故に脚先が無いものとなっている。
『ドラゴンボール超』では授賞式への招待状が届かなかった腹いせに地獄から脱走し、アラレとガジラたちを「アソビタインX」で好奇心旺盛で無邪気な部分を悪い方向に増幅させて、会場をメチャクチャにした。原作・アニメ第1作の最終回と同様に幽霊として登場しており、死んでいるため、トランクスの攻撃すら効かないなど物理攻撃が一切通用しないと思われたが、ホンモノマシーンマーク2で生み出されだ宇宙一美味しい食べ物に反応してやってきたビルスに対して「誰だか知らんが空気読め！ボツにするぞ！」と楯突いたことでビルスの怒りを買い、破壊の力によって呆気なく消滅させられた。
モデルは当時、鳥山明の編集担当だった鳥嶋和彦で苗字（鳥嶋＝トリシマ）を逆さまにしている。千兵衛のライバルを登場させようとの構想から生まれたキャラクターで、当初原稿を見た鳥嶋から敵キャラクターの博士にインパクトが無いことを指摘されて「おもいっきり嫌いな奴とか嫌な奴、悪い奴を思い浮かべて描いてくれ」、「いかにもズル賢そうで個性的な顔に描き直して」とボツにされてなんとなく頭にきて、悩んだあげく、じゃあ没にしたインパクトのある鳥嶋そっくりなDr.マシリトを考えて、もう変更のきかない締め切り直前に送った。鳥嶋は怒ったが、もう描き直す時間は無く使うしかなかったと鳥山と鳥嶋は語っている。人気が良くて鳥嶋は当時の編集長から、今後もマシリトを続けてほしいと指示された。鳥山は「やられてもやられても立ち上がる不屈の魂とキモさは、描いててその執念を感じた。思いがけずいいキャラクターになった」と語っている。
スピンオフ漫画『ドクター・スランプ2007特別編 Dr.MASHIRITO ABALEちゃん』と『劇場版Dr.SLUMP Dr.マシリト アバレちゃん』では、息子が登場する。漫画『Dr.MASHIRITO ABALE』ちゃんが掲載された『月刊少年ジャンプ』2007年4月号のキャラメルマン特集では、マシリトが自分を改造したキャラメルマンまで全部含めると、実は自らを改造したキャラメルマン8号は9号のはずで、自らを改造したキャラメルマン9号は11号のはずだと解説されている。
Dr.マシリトJr.（ドクター・マシリトジュニア）
声 - 野沢那智
『ドクター・スランプ2007特別編 Dr.MASHIRITO ABALEちゃん』、それを原作としたアニメ映画『劇場版Dr.SLUMP Dr.マシリト アバレちゃん』に登場。Dr.マシリトの隠し子で、顔と性格は父親そっくりな息子。父の仇を取るため打倒アラレを目指しており、世界征服をして地球の支配者になるのが夢。
実はマシリトには、かなり以前から約10km離れた三日月村に大学時代からの恋人がおり、その女性との間にできた子供がマシリトJr.だが、マシリトは結婚はせず、当初マシリトは「私の子ではない」などとシラをきっていた。息子のマシリトJr.は父親の遺伝が強かったので成長するにつれ、疑いようのないその容貌からマシリトは観念して自分の子だと認知し、養育費も支払っていた。数年前、マシリトが亡くなって養育費の途絶えたマシリトJr.の母親は、アラレに対する恨みや科学知識と、カラオケによる声楽をマシリトJr.に徹底指導した。マシリトJr.の母親は、風貌も屈折した性格も比較的マシリトと似ており、名前は不明。

## その他
ギャースカ大魔王
声 - 雨森雅司（劇場版第1作、アニメ第1作・63話、125話）、玄田哲章（アニメ第1作・「ペンギン村英雄伝説」、178話）、大友龍三郎（アニメ第2作）
不思議島（ワンダーアイランド）の雲の上に住む大悪人。その涙は惚れ薬「ホーホレチャッタノヨララランラン薬」の材料となる。原作では1回しか登場していないが、アニメ第1作では番人やアラビアンナイトの大魔王などの役割で複数登場している。アニメ第2作では「大魔王ウンモー」という名前になっている。
宮本ムサシ（みやもと ムサシ）
声 - 滝口順平（アニメ第1作・39話）
「戦国時代のガンダム」という異名を持つ武芸者。巌流島の決闘に向かうべく歩いていたところ、「タイムくん」を用いてタイムスリップしてきたアラレとガジラに付き纏われるが、箸でウシを軽々と掴むアラレに感服する。決闘そっちのけで弟子となり、アラレに現代のペンギン村に連れて行かれ村立中学園に編入し、後に高学園へ進学する。アニメではその後、モブキャラクターとしてしばしば登場している。
佐々木コジロー（ささき コジロー）
声 - 佐藤正治（アニメ第1作）
ムサシの決闘相手。年月を経て老人となってもひたすら武蔵を巌流島で待ち続ける。
山吹茶井郎（やまぶき ちゃいろう）
声 - 鈴置洋孝（アニメ第1作）
村から村へ渡り歩く、侍のような風貌のキザな青年。拳一振りの風圧で岩山を崩すほどの力を持っている。原作では名前は明らかにされず、アニメでの名前は姿三角（すがた さんかく）となっている。2002年のSHUEISHA JUMP REMIXでは、みどりの弟と紹介されている。
チビ / ジャングル少年
声 - 木藤玲子（アニメ第1作）、坂本千夏（アニメ第2作）
原作では名前不明で、アニメ第1作ではチビ、第2作ではジャングル少年。「クレイジー・ハネムーン」編に登場したボサボサ頭の原始人風の少年で、巨大なフォークを片手に持つ。巨大なワニの背の島や「とりしま」（鳥嶋和彦ではなく、巨大なスズメの背の島）を縄張りとする。地味な顔だがパワーはアラレと互角以上で、口からは「あいさつ砲」に似たビームを発射し、両目から光線まで放つほど強く、空も飛べる。アラレをエネルギー切れ状態にした上、人食い人種（文庫版以降はネコ）風の集団や巨大ゴリラを連れてみどりをさらい食べようとした。ガジラには目から出した光線も効かず、最後はガジラの光線で気絶するが、則巻一家が宇宙船で島を去ろうとした際に気付いて撃墜した。
アニメ第2作ではアラレを一撃で戦闘不能にさせる。その後エネルギーを回復したアラレと再戦し、ここでも互角以上の強さを見せるが、巨大なフライパンを持つ母親（声 - 上村典子）が登場し、「人間を食べちゃダメ!」と叱られて戦闘が終わる。
カニ怪獣
声 - 茶風林（アニメ第2作）
ハサミ以外の足は4本で、サメのような口の中に目がある巨大カニ。「クレイジー・ハネムーン」編の終盤で突然現れ千兵衛を襲うが、ハサミに対してジャンケンのグーを出され気迫負けして海に落ち、巨大ワニ（それまでいた島）の「リッチな夕食」となる。アニメ第1作は、原作の回には登場せず、アニメオリジナルの第112話「愛のえんそくSOS!!」で、アラレたちの遠足の途中で登場する。第2作ではガジラに敗れている。
鳥山によるとカニ怪獣と千兵衛が戦う回は高熱でほとんど意識が無い状態で、ペン入れをした記憶が無いと語っている。
山くじら
人里離れた山奥に住む、マッコウクジラに恐竜のような二足を生やしたような巨大なクジラ。ペンギン村を通ったために村が台風の後のように滅茶苦茶になってしまったが、自分の子供をいじめたスッパマンを追いかけて山へ帰って行ったために村に平和が訪れる。本来は「山くじら」とはイノシシのことだが、この山くじらはマッコウクジラに似ていると解説されている。
千兵衛のじいちゃん
声 - 永井一郎（アニメ第1作・86話）、八奈見乗児（アニメ第1作・170話）、滝口順平（アニメ第2作）
千兵衛の父方の祖父。原作の手紙から則巻姓とわかるが、下の名は不明（読み取れない）。
ゲンゴロウ島の山奥にある桑方（くわがた）村から牛車に乗り込んで、ペンギン村へ2年がかりでやって来た。存在しないはずの千兵衛の妹としてアラレを紹介され驚き、村長の娘の写真を千兵衛の見合い相手として紹介する。
みどりのことを外国人と思い込んだ。千兵衛の自家用ヘリコプターに乗せられて村に帰るが、それを見た村人たちから「あれはじっさまでねえ。じっさまに化けた宇宙人に違いねえ!」と誤解される羽目になった。
良太（りょうた）
声 - 田中真弓（アニメ第1作）、山本圭子（アニメ第2作）
千兵衛のじいちゃんの内孫で千兵衛の従弟。自慢の写真機（二眼式でマグネシウムを焚くなど、当時としてもかなり古い型）でペンギン村の「文明」を撮り捲る。
従兄の千兵衛の自家用ヘリコプターで祖父と共に村に帰り、村人たちに「宇宙人」と誤解されたときに、アラレからもらったトランシーバーで、アラレたちに「村は大騒ぎじゃ…」と会話する場面がある。
おやぶん
声 - 寺田誠（現・麦人）（アニメ第1作）
となり村からペンギン村にやってきたヤクザ。子分Aと子分B（声 - 玄田哲章）を引き連れており、褒める時にイチゴポッキーを与える。家賃が払えず住家を追い出されたため、たまたま通りかかったアラレとガッちゃんから金を巻き上げようとするが、アラレたちにすっかりペースを乱されて失敗する。最終的にペンギン村の住人たちに物珍しがられ、ステージの上で一曲歌う羽目になる。
ペンザラシ
声 - 松尾銀三（アニメ第2作・王様）、三田ゆう子（アニメ第1作・子供）、渡辺菜生子（アニメ第2作・ペンちゃん）
非常に寒いオーサム地方に生息するペンギンとアザラシに似た動物。五作（ごさく）というオスとその妻がエサを探してゲンゴロウ島にやってきた時、妻が産気づき卵を産むが、急に夏になったためにやむなく卵を置いてオーサム地方に帰ってしまう。ガジラたちの拾った卵から孵った子供は則巻一家によってオーサム地方に届けられ、無事に親と再会する。
アニメ第2作では異星生物で、母星であるオーサム星の異常気象から避難させられた卵がニコチャン星に飛来してアラレの前で孵った。「ペンちゃん」と名付けたその子をオーサム星に連れて来たアラレたちによって異常気象は解決し、子供は実母のもとへ帰される。
スーパーリッチのマスター
モンシロ町にあるレストラン「スーパーリッチ」の支配人。ギャルソン姿が特徴。
則巻家が来店した際、（大衆食堂で出すような）メニューにない物を注文したりフルコースが高いと言ったりする彼らに呆れつつ、店の（裏）メニュー「へいたっぷりくったぞタダだぜコース」を提供（今まで「完食した人はひとりもいない」とのこと）。完食したうえおかわりまでされ、2回目に来店した時には恐れをなして臨時休業した。
カスマット姫

ナナバ王国の姫。ナナバ王国侵略をたくらむチャカボ王国に監禁されていたが、飛行機を奪い逃走。飛行機がペンギン村に墜落し、突詰と出会う。
髪の色以外の外見があかねにそっくりだったため、見間違えられたあかねが誘拐されてしまうことになる。
事件解決後、密かにあかねと入れ替わってしばらくペンギン村に滞在。もっともあかねと比べて淑やかな性格のため友達にはすぐばれた。あかねは姫の生活を期待したが、ナナバ王国は予想外に原始的だった。
ビスナ
声 - 玄田哲章（アニメ第1作）、小池朝雄（劇場版第4作）
カスマット姫をチャカボ王国に連れ戻そうとした男。カスマット姫とあかねが「まぎらわしい」という理由だけであかねを殺そうとした非情な性格。
劇場版『ほよよ!ナナバ城の秘宝』では遥か昔にアキレサンダー大王に滅ぼされたナナバ王国の生き残りで、王家に伝わる黒魔術の使い手となっている。
茶ビン魔人
声 - 佐藤正治（アニメ第1作）、八奈見乗児（劇場版第4作）
ビスナが茶ビンから呼び出したいわゆるランプの精。巨大な体と間の抜けた顔を持つが凶暴な性格で、自らを呼び出したビスナさえも殺してしまう。口からビーム砲も出す。アラレやガッちゃん2人の攻撃すらも効かず返り討ちにしたが、その様子を見て怒った突詰により空の彼方へと吹き飛ばされる。アニメ第1作の234話「ほよよ!!地球バラバラ」では太平洋のホラホラ島にある地球の鍵穴の番人として再登場し、アラレの「んちゃ砲」を食らってもノーダメージで、逆に口から出したビーム砲「ぐわっ砲」でアラレをボロボロにして、そのアラレを助けようとしたオボッチャマンも踏みつぶして戦闘不能にしたが、マシリトがバビロンの鍵で地球を壊そうとしたせいで起きた地割れに落ちていった。
名前は原作では茶ビン魔人、アニメ第1作ではマモノ、魔人、劇場版『ほよよ!ナナバ城の秘宝』では地底の魔人、週刊少年ジャンプ特別編集『鳥山明 THE WORLD』では茶ビンの精と表記されている。
キバルト・デルッヘ

大都会島からペンギン村に引っ越してきたドイツ人。オートバイレースの世界チャンピオンとして第2回ペンギングランプリに参戦する。走りに絶対の自信を持っている色男で、グランプリ予選では好タイムを叩き出すが、その直後にオートバイこぞうに記録を上回られ、予選順位が6位だったことに愕然とする。グランプリ本戦では「ウンチを触らないと通過できない」チェックポイントなどの独特のルールに翻弄され、最後は借り物競走で「美女のパンツ」の紙を引いて不美人のパンツを出したことがバレ失格となる。

## お化け
ドランパイア
声 - 潘恵子（アニメ第1作）、小林優子（アニメ第2作）
人の生き血とカネに目がない女吸血鬼。連載初期には則巻家に押し入る泥棒として、末期には千兵衛に死期を知らせに来る死神アルバイトとして登場する。
アニメ第1作では顔があかねとそっくりなため、アラレや部下たちに間違えられる。アニメ第2作ではバイト料が没収されたため、アラレに復讐するために銀行から融資を受けてお化け屋敷を作って脅かそうとするがあえなく失敗し、エンディングで自己破産申告の手続きをする。
召し使い
声 - 千葉繁（アニメ第1作）、松尾銀三（アニメ第2作）
ドランパイアに付き従っている、ひげ顔の男。モンスターたちの中では比較的常識人。
狼男 / フランケン
声 - 戸谷公次（アニメ第1作）、頓宮恭子（アニメ第2作）
ドランパイアの部下。最初に登場した時はフランケンシュタインの怪物の姿だったが、泥棒に行く際に満月を見て狼男に変身した。死神としての登場の時は終始狼男の姿だった。モンスターたちの中では召し使い同様、比較的常識人。
アニメ第2作ではお化け屋敷でアラレに復讐を企むドランパイアの行動には召し使い共々、呆れていた。
モンスタープリンス
声 - 小宮山清（アニメ第1作）
アニメ第1作に登場。モンスター伯爵の子息でマントを着けている。人間の女の子に興味を持ち、アラレをガールフレンドにしようとする。原作では扉ページのみに登場している。
案内オバケ
声 - 竜田直樹（アニメ第1作）
お化け屋敷を案内するオバケ。アラレたちを怖がらせることができず、帰らせようと昼寝していた鶴燐を叩き起こして怒らせてしまい、超能力で屋敷ごと吹き飛ばされる。オバケを怖がるタロウのことを気に入り、屋敷が壊れた後は仲間と共に空豆家へやってくる。
お菊さん
声 - 向井真理子（アニメ第1作）
お化け屋敷の一員。ロックミュージシャンのような姿で、皿の代わりにレコードを数える。アニメ第1作ではオキクと表記されている。「お岩さん」もいるが、海外旅行に行っている。
のっぺらぼう
声 - 千葉繁（アニメ第1作）
お化け屋敷の一員。うずくまって泣いている振りをして、寄って来たアラレたちに眼鼻のない顔で驚かそうとした。だが驚かないアラレに顔を落書きされ、本人は喜んで仲間に見せに行ったが案内オバケは困っていた。空豆家に来た際も落書きは残っていた。
山田花子（やまだ はなこ）
声 - 藤田淑子（アニメ第1作）
交通事故で死んでしまった女性。享年23歳、千兵衛曰く「最近珍しいお名前」。結婚を控えていたため死んでも死に切れず幽霊となる。生き返るために千兵衛にターボが作ったタイムマシンで事故を未然に防いでもらおうとする。そして彼女を轢きそうになった車をアラレが吹き飛ばしたため彼女の命は助かるが、今度はその車の運転手が幽霊となって出てきてしまった。

## あの世の住人
チビル
声 - 桂玲子（アニメ第1作）、かないみか（アニメ第2作）
ペンギン村の活火山・パタパタ山の火口を通して地獄からやってきた子悪魔。アルバイトで人間の魂を求めているが、死ぬのを勧めれば当然断られ、不意討ちしてもギャグ漫画では滅多に死なないのでうまくいかない。「タクシードラゴン」を乗り物として操る。姉のモラスがペンギン村に初登場したときは3歳だった。「地獄」と書かれた看板を持ちながら地獄行きの船の整列係もしており、その列にアラレと千兵衛を見つけた時は「モクケラヒーッ!!」の呪文で、こっそり現世への通路を光線で開けて生き返らせてくれた。また、アニメ第1作でマシリトが地獄を脱走した時には連れ戻す役をしている。
第1作では、彼の初登場した回が最高視聴率38%を記録した。鳥山は「ドジで可愛い悪魔が、アラレたちに翻弄されるところがおもしろいかなというシンプルな発想で生まれた。ガジラとほぼ同じサイズなので、とても扱いやすいキャラで描くのも簡単だった」と語っている。
モラス
声 - 松島みのり（アニメ第1作）
チビルの姉で、ホウキに乗った魔女。やたらにホレっぽく、男性を見るたび誰彼構わず結婚する気になる。
タレル
声 - 青森伸（アニメ第2作）
チビルの父。原作ではチビルの台詞からチビルに父親がいることだけはわかるが、名前も姿も出てこない。アニメ第1作では姿は見せず声だけ登場している。妻の名前はコラエルで、アニメ第1作86話「アラレ出生の秘密」では姿は見せずトランシーバーの声だけ登場している。
タクシードラゴン
チビルが長距離を移動する際に乗るドラゴン。火を吐く。
閻魔大王
声 - 佐藤正治（アニメ第1作・161話）、戸谷公次（アニメ第1作・234話）、大友龍三郎（アニメ第2作）
その名のとおり閻魔大王で、死者を天国と地獄どちらへ行かせるか決める。顔は髭もじゃで目の下には目立つクマがあり、独特な冠と独特な着物を着ており「閻魔大王」と書かれた柄杓を持っている。あの世で「よいこは天国！わるいこは地獄！」と前面に書かれた机に座っており、机には木槌、ペンとインク、死者のことが書かれている閻魔帳が置かれている。ドランパイア一行についてきたアラレからウンチを鼻の上に投げつけられたことに怒って、千兵衛とアラレを地獄送りにして、死神アルバイトとして働いていたドランパイアたちはクビにした。
アニメ第2作では、アラレとガジラとチビルによる鬼ごっこで地獄をめちゃくちゃにされたことに困り、アラレたちを生き返らせた上で、ドランパイアたちのバイト料を没収した。

## 宇宙人

### オカカウメ星
スッパマン / 暗悪 健太（くらあく けんた）
声 - 玄田哲章（アニメ第1作、劇場版第1作 - 第4作、ドラゴンボール）、古谷徹（劇場版第6作 - 第9作、アニメ第2作）
オカカウメ星からやってきた自称正義の味方。しかしその行動はアホそのもので、なおかつ悪質、陰湿、陰険で根に持つタイプ。オカカウメ星でも弱虫。村人からは「アホのスッパマン」とバカにされているが、アラレとガジラはスッパマンにとっても数少ないファンであり、度々彼を助けている。
普段はアルバイトでやっているPCB（ペンギン村文化放送局）テレビのレポーター暗悪健太として変装し、正体がばれないようにパトロールをしているが、変装はほとんどの村人にバレている。事件に遭遇すると電話ボックスで、服の胸には丸の中に「す」と書かれているコスチュームに着替えて変身するが、卑怯な性格のために敵が自分より強いとわかると相手にへつらうなどする。魚が溺れていると思って助けたり、お地蔵さんを悪者と間違えたり、火事を消そうとしてコンタクトレンズを落としたり、マントを忘れて掛け布団を代用したり、タコを地球に襲来した火星人と間違えて大ゲンカしたりなど、アホなことばかりやっている。アニメ第1作では、アレー彗星が地球に来る話を聞き、悪徳商法でタイヤを高値で売り、みんなで逃げるために千兵衛が作った大型ロケットを壊したうえ、以前に千兵衛が作った小型宇宙船を盗み、悪徳商法で手に入れた500万を持って自分だけ逃げた。決め台詞は「ウメボシたべてスッパマン!」。梅干しを食べないと変身したことにできない。とっておきの必殺技は「勇気の人さし指」で、ウンチに触ること。飛べないため、いつもアラレやガジラ以外の村人たちにバカにされている。自ら付けたキャッチフレーズ的なものは「オカメコオロギより速く、トノサマバッタより強く、（価格が）高いカズノコなどひとっ飛び」。当初は一軒家に住んでいたが、留守にしていた際にたまたま家を訪れたオボッチャマンに「空き家」だと勘違いされて家を奪われてしまい、以後は「すっぱまんせいぎのやかた」と書かれたテントでの生活を余儀なくされた。10年後の未来では、禿げてバーコード頭になっている。原作、アニメ第1作ではオボッチャマンを恐れて家を譲り、第2作では後にオボッチャマンから取り返しているが、その後にテント暮らしをしているシーンがある。劇場版第8作では、アラレたちを助けようと超サイヤ人に変身していたが、全く役に立たなかった。
単行本9巻に載っている裏話の漫画では、鳥山はアラレの強敵として登場する予定で考えていたが、酸っぱい梅干しが憎たらしかったために思いっきり弱くしてやったと描かれている。後に鳥山は『Dr.スランプ』の連載開始前にスッパマンを主役にした漫画を描いたが「こんなへんなやつ主人公にするな」と没にされ、ふびんに思い『Dr.スランプ』に登場させたと語っている。鳥山は「せこいところが最高で、こういうくだらないキャラは大好きなので、スランプに登場してもらった」、「スッパマンの話とニコチャン大王の話が気に入っていて、基本的にバカバカしい話が大好きなので、けっこう楽しんで描いた憶えがある」、「パーザン、ブビビンマンとは全く同じ顔なので、油断するとこんなのばっかり描いてしまうので、また一緒じゃないかなんてよく怒られた」と語っている。
モデルは『スーパーマン』のクラーク・ケント。
ショッパマン
声 - 木藤玲子（アニメ第1作・136話）、冬馬由美（アニメ第2作）
スッパマンの弟。好物はイカの塩辛。決め台詞は「シオカラなめてショッパマン!」。丸の中に「しょ」と書かれているとんがり帽子を被っている。正義学園を卒業し土星の平和を守ることになり、兄のパトロールぶりを参考にするためにペンギン村にやって来てスッパマンと320年ぶりの再会を果たす。きのこにはタケちゃんマンの弟と間違えられた。兄を心の底から尊敬しているが、アニメ第2作ではバカにしている。
鳥山は「スッパマンと真逆で上品な王子様キャラにした。オボッチャマンと同じ立ち位置」と語っている。

### ニコチャン星
ニコチャン大王（ニコチャンだいおう）
声 - 大竹宏（アニメ第1作、劇場版第1作 - 第4作・第11作、ドラゴンボール）、島田敏（アニメ第2作、劇場版第10作）
惑星の侵略を繰り返していた宇宙海賊で、ニコチャン星の王。顔に手足が生えたような体で、頭が尻、触角が鼻、足の裏が耳という奇妙な構造をしている。地肌は緑。宇宙人にもかかわらず名古屋弁をしゃべる。地球を「チタマ」、火星を「ヒボシ」と間違えて読んでしまう。99個の星を占領し、宇宙の王者を自称していた。しかしピースケにサインを書く際「大玉（オオタマ）」と書き間違え、それが定着。アニメ第1作で皿田きのこに笑われた際は「どっちでも偉いことには変わりない」と開き直っていた。地球人とは美的感覚が違うらしくて、千兵衛の部屋に飾ってあった山吹みどりのポスターを見て「恐ろしいブスですね」と言う家来に賛同して「まるでバケモノ」と言ったり、ニコチャン星人では美人だが地球人から見たらバケモノな容姿のポスターを千兵衛に見せたり、千兵衛のこともハンサムと褒めたりしている。初めて地球へ来て、アラレ、ガジラを地球人のサンプルとして捕獲した際、ガジラに宇宙船を食べられてしまい、地球に仕方なく住み着く。地球ではアルバイトをしつつ、宇宙船を買う資金を集めようとしていた。他にも「おたすけマン」など、悪役の助っ人として登場することもある。しばらくの滞在の後、最終的に2万円強を稼ぎ千兵衛の作り上げた宇宙船をタダで貰ってニコチャン星に帰った。その後、ジャンプ・コミックス16巻「お答えしましょうスペシャル」と最終回の2回しか登場しない。「お答えしましょうスペシャル」ではターボ君に超能力で地球に呼び出されて、読者からの「どうやってウンチをするのか?」という問いに応えるため、公開で脱糞させられている。最終回には「わざわざやってきた」と言って登場している。
アニメ第1作では、ニコチャン星に帰った後も、原作でも登場した149話「お答えしますスペシャル」、最終回「さよならアラレちゃん バイチャ!またねー!!」以外でも複数登場し、177話「ごぶさたニコチャン」では、手下、子どもと一緒にペンギン村に来て1日過ごしている。逆に、208話「コマッタチャンの逆襲」では、ニコチャン大王の子どもがニコチャン星のお祭りに招待し、アラレ、オボッチャマン、ガッちゃん、ターボと一緒に来た際も登場した。
『ドラゴンボール』にペンギン村が登場した際にはスッパマン、栗頭先生と共に登場している。アニメ版では、警察にUFOをレッドリボン軍と間違われてチャーミー山田に撃ち落とされ、地球での生活に戻る。
ニコチャン大王と家来はスッパマンと同じく、元々は『Dr.スランプ』以前の没になったキャラクターだった。単行本9巻に載っている裏話の漫画では、明日が締め切りなのに遊んでしまって時間が無くなった鳥山は、ニコチャン大王が登場する『Dr.スランプ』の簡単な原稿を描いて飛行機便で送ったら、担当の鳥嶋から不気味なものを描くなと没にされ、明日までに直すよう言われたのに遊んでしまって、怒られるのを覚悟で直さずにそのまま送ったら、鳥嶋から「まあまあだな」と言われたと描かれており、単行本16巻に載っている裏話では、ニコチャン大王の原稿を締め切りギリギリで東京まで持っていったら、担当の鳥嶋から「なんだよこれ気持ち悪いキャラクターだな。時間さえあったら絶対に没なんだがしょうがない。二度とこんな不気味なやつ描くなよ」と言われたと書かれている。鳥山は後にこのことを、わりと気に入った話なのに没になって、しつこく逆らったのに駄目だったので頭にきて、直さずにもう一度同じものを2日後くらいに送ったら、ほら良くなったじゃないかと担当の鳥嶋から言われたと語っている。これについて鳥嶋は、「なぜ知らんぷりをしてOKしたかというと、それを没にすると煮詰まって次が描けなくなることが予想できたからで、本人には言っていない」と語っている。鳥山はニコチャン大王を、「最も僕の好きなくだらないキャラの代表格で、描いていて一番気楽で、どんどんくだらない話が浮かぶから個人的には最高のキャラかも」、「ニコチャン大王の話とスッパマンの話が気に入っていて、基本的にバカバカしい話が大好きなので、けっこう楽しんで描いた憶えがある」と語っている。
ニコチャン家来（ニコチャンけらい）
声 - 千葉繁（アニメ第1作、劇場版第2作 - 第4作・第11作、ドラゴンボール）、堀川りょう（アニメ第2作、劇場版第10作）
大王第一の家来。眼鏡をかけており、アニメでは地肌はオレンジ。大王と共に地球へやってきて、共に放浪生活をする。話す言葉は標準語で丁寧な言葉使いをする。命令されて宇宙船のビーム砲で火星を木っ端微塵に破壊したり、基本的には大王に忠実だが、たまにわがままに耐えられず反抗する。知的に見えるが、便器を宇宙船と間違えたり、初めて地球に降り立ったときには、大王と一緒になって野グソを珍しい石と勘違いし、記録のために背中に大きく「うんち」とメモ書きされてしまう。単純な算数の問題にも4分58秒かかる。涙もろい性格でもあり、母星に帰る希望が少しでも見えると、「大王さま…ついにわれわれは帰れるんですね…」と涙する。アニメでは宇宙船操縦の免許を取得しており、地球への2度目の再訪の際も操縦桿を握っていた。
原作での名称は「ニコチャン家来」もしくは「ニコチャンの家来」。アニメ第1作での名称は「手下」のため、名前が欲しいと言っている。
ニコチャンの妻
声 - 向井真理子（アニメ第1作・118話）、杉山佳寿子（アニメ第1作・208話）、伊倉一恵（アニメ第2作）
大王の妻で二児の母親。アニメでは地肌はピンク。赤い口紅を塗っている。
ニコチャンの子供
声 - 冬馬由美、佐藤智恵（アニメ第2作）
アニメでは地肌は薄い紫色。父親を尊敬しており、地球人（アラレたち）は父親の捕虜だと信じ込んでいる。父親を馬鹿にされると激昂するが、基本的には子供らしい性格である。

### その他の宇宙人
ブビビンマン
声 - 寺田誠（現・麦人）（アニメ第1作・69話）
ハエに似た姿の宇宙人、ハエブンブ星人。地元では弱かった「いとこのスーパマン」が地球でヒーローになっていると聞き、地球でなら自分もスーパーヒーローになれると夢見てペンギン村に上陸するが、あまりに強いアラレと遭遇したため挫折する。スッパマンとはいとこにあたる。原作では地球人の出した排泄物を好んで食べる。単行本9巻に載っている裏話の漫画ではスッパマンと同様、飯を食っていたら部屋を飛び回っていた蝿を見た鳥山がアラレの強敵として思いついたが、その蝿が食べていたカレーライスに飛び込んで憎たらしくなったので弱い奴にしてやったと鳥山は語っている。アニメ第1作ではその他大勢として初登場し、第2作では1期オープニングのみの出演となっている。
王城恋太（おうじょう こいた）
声 - 藤田淑子（アニメ第1作）、鈴木富子（アニメ第2作）
ウルチョラ警察隊員。サンマノマル星出身。ウルトラマンによく似たヒーローキンタマンに変身し、怪獣と戦うが巨大化はしない上、二頭身である。飛行できるものの、それ以外はこれといった特技はないが、作中ではドドンガドンに偶然決まった頭突きを「必殺頭つきスペシャル」と称した。アニメではサンタクロースの仕事もしている。
ウンチ
声 - 山本圭子（アニメ第1作）、坂本千夏（アニメ第2作）
千兵衛とアラレたちが野球をしていたときに偶然ガジラが発見した子犬。アラレによって「ウンチ」と名づけられたが、その次の回で遭難した宇宙犬であったことが判明、両親と共にペンギン村を去る（この回では副題や両親の服装、避難カプセルの形などでガジラを迎えに来たかのようなミスリードを誘っている）。人語を話す上、成長すると二足歩行する。
ウンチの父
声 - 沢木郁也（アニメ第2作）
宇宙犬。妻子と宇宙船で移動中に、接近してきた別の宇宙船をギャングと誤解し（実は航路を尋ねようとしただけ）、子供だけカプセルで逃がす。その後あちこち探し回った末に則巻家に保護された子供（ウンチ）を発見し連れ帰る。最初は宇宙服のヘルメットで顔が見えず、背中の装置からガジラのような羽が生えていた。
ヨウ・チエン
声 - 柴田秀勝（アニメ第1作、劇場版第2作）
地球を侵略しに来た宇宙の三悪人のリーダー格。姿は地球人に似ており、口ひげを生やした中年男のような風貌だが、部下のホイ、リボンと共に保育園児のような服装をしている。高度な文明を持ち、ウルトラマンの頭部によく似た形の宇宙船「ウルトラヘッド」に乗っている。モビルスーツ「リブギゴ」を地球に送り込むがアラレに破壊され、ガジラの悪戯でデカチビ光線を浴び巨大化していた千兵衛に驚いて逃げ帰る。テレビアニメ第1作では、モビルスーツの登場を劇場版に譲ったために原作通りの描写にはならなかったものの、1回の登場で終わった原作に対して、複数回登場している。劇場版『Dr.SLUMP』や『ほよよ!世界一周大レース』ではホイ、リボンと共にマシリトの部下として登場し、レースでは巨大なドリルを装備した地底戦車や、雪玉攻撃などで妨害した。カニ型爆弾でレースを妨害した際、誤ってマシリトのマシンも巻き込んでしまったため、3人揃って制裁を受けた。『ほよよ!世界一周大レース』ではそれぞれ「破壊のヨウ・チエン」、「陰謀のリボン・チャン」、「火の雨のホイ・クエン」と名乗っている。
ホイ・クエン
声 - 兼本新吾（アニメ第1作、劇場版第2作）
ヨウ・チエンの部下。フランケンシュタインの怪物のような風貌だが、出撃時の服装は短パンでランドセルを背負っている。モビルスーツ「リブギゴ」のパイロットで、出撃してペンギン村を「リブギゴ ハイパーキンチョールバズーカ」で破壊しようとしたが、登場早々にアラレにプロレスごっこでドロップキックを喰らい、ぶっ飛ばされる。テレビアニメ第1作ではリブギゴの登場は無くなったが、ヨウ・チエン同様にホイも複数回登場している。
リボン・チャン
声 - 増山江威子（アニメ第1作、劇場版第2作）
ヨウ・チエンの部下で一味の紅一点。フムトタイヘン（ウンチのこと。オシッコはチビルトタイヘン）が苦手で、アニメではフムトタイヘンアレルギーで、見ると手がつけられないほど凶暴になる。
ヘイジ
声 - 寺田誠（現・麦人）（アニメ第1作）
惑星ハナノオエドに住む、宇宙警察官。地球人より体が小さい。ベニグモ一家を倒すため、アラレ、ガジラ、突詰に助っ人を頼んだ。特技は「なげ銭」。
オシズ

ヘイジの妻。惑星ハナノオエドが壊滅させられたにもかかわらず、熟睡していた。
ハチゴロウ

ヘイジを親分と慕う部下。地球にヘイジが乗って来た小型宇宙船ではアラレたちが乗れないため、呼ばれて大型船（それでもアラレたち3人がやっと入れる大きさ）で迎えに来た。瓦礫の中で眠っていたオシズを殺されたと勘違いしてベニグモ一家に仇討ちを挑んだが敗れ、子分の一人に丸呑みされる。突詰がその子分を倒した後、腹に入ったガジラに救出された。
ベニグモ一家
声 - 柴田秀勝、佐藤正治、戸谷公次（アニメ第1作）、掛川裕彦、龍谷修武、渡辺武彦（アニメ第2作）
惑星ハナノオエドを荒らしていた、流れ者の三悪人。地球人よりも体が大きく、ヘイジたちでは手に負えず指で弾かれたり丸呑みされたりする始末。子分2人は突詰に倒される。親分は突詰を手から糸を放つ「クモ糸地獄」で縛って踏み潰そうとしたが、アラレにパンチ一発で別の星まで飛ばされ、そこのもっと大きい住人にぶつかって怒られていた。アニメではそれぞれ五右ェ門、ブタ、チビと名付けられている。五右ェ門は芝居がかった口調でしゃべり、アラレからは歌舞伎と呼ばれている。
アニメ第2作では、アニメオリジナルで、エックスカリバー王国を占領しようとしているモンスターとして登場。アラレ、ガッちゃん、オボッチャマンの3人で、んちゃ砲や投げ飛ばされ、一部の部下は逃げていった。
タマ
声 - 大塚芳忠（アニメ第2作）
ルマルマ星人の偵察員。乗っていた宇宙船をアラレに流れ星だと思われ石をぶつけられ、地球に不時着する。通信機を直してくれた千兵衛に重力コントロール装置を譲り、別れ際にアラレからペロリンキャンディーをもらう。実は地球を侵略に来たインベーダーだったが、アラレたちとの友情から、帰艦後に上司には地球は征服に値しないと報告した。
オペレーター
声 - 風間信彦（アニメ第2作）
タマのマザーシップのオペレーター。アラレの投げたウンチを未確認物体接近と艦長に報告する。
艦長
声 - 田中亮一（アニメ第2作）
タマのマザーシップの艦長。アラレの投げたウンチを見て戦闘を中止し、帰還を即断する。
コマッタチャン
声 - 雨森雅司（アニメ第1作・118話）、飯塚昭三（アニメ第1作・208話）、ウド鈴木（アニメ第2作）
ニコチャン星を恐怖に陥れた、巨大なカニのような宇宙人。東北弁を話し、アラレと同じようなあいさつ砲を使うことができる。UFOのレーザー砲を食べてしまう上、撃墜できる粘着力の痰も吐ける。ニコチャン星の大根が好物。小学校では副級長をしていた。
宇宙人
声 - 佐藤正治（アニメ第1作）
宇宙船で旅する資源探索部の2人組。一方は人型だが魚面で水の入った密閉服を着用。他方は饅頭型の体で前後に眼と触手が2つずつ、真下から細い2足が生えた姿。水を求めて地球に着陸しようとした際に誤ってターボをひいてしまい、近代医学によって生き返らせる。その副作用のせいでターボに不思議な能力が身につくことになる。
ロボット
声 - 飯塚昭三（アニメ第1作）
上記の宇宙人と同じ宇宙船に乗っていた通訳ロボット。独特の宇宙語を話す彼らの言葉を淡々と翻訳する。
神様
声 - 宮内幸平（アニメ第1作）
銀河系を担当している神。飛行機のような羽が付いたジェット噴射の乗り物の上に乗って移動する。地球の危険な文明を食べつくさせるためにガジラを恐竜がいた時代の地球に送ったが、アラレたちが現代（本編の時代）に連れていったため、計画は成功していなかった。負けず嫌いで、アラレの怪力やターボの超能力を見せつけられたときは、せめて笑いをとろうとダジャレを連発したがまったくウケず、アラレをくすぐって笑わせて悦に入っていた。小岩程度の物体を宙に浮かせたり、透明になる超能力を使える。地球に来る前には、愚かな文明が栄え取返しのつかないことになってしまった星を、杖から放った光線で破壊して自らの手で始末をつけた。神であるが、家は質素で昔の長屋風。別の銀河系で新たに人類が出現した星にガジラたちの中から一人行ってもらおうとしたのだが、ガジラたちのいたずらでターボがつくったガジラそっくりのロボットを卵に吸い込んでしまい、それが爆発。超能力で出した少年ジャンプ今週号でおちょくられたことを知って激怒し、一旦は地球を滅ぼそうとするが、ガジラの笑い顔をはじめて見たことで翻意し、自ら手を下さなくとも地球はいずれ滅びるとして、去って行く（がその前に、素性を知らずに泊めてくれたオボッチャマンの家に朝飯を食べさせてもらいに行く）。
アニメ第1作の233話「バレタ!! 地球のひみつ」では、若い頃パパにおねだりして組み立てキットを購入し1週間で組み立て、バラバラにならないよう最後に鍵を閉めたのが地球で、その鍵は現在バビロンの鍵と呼ばれニューヨーク古代博物館に展示されているというエピソードが追加されている。
鳥山はこのキャラクターが気に入り『ドラゴンボール』の亀仙人に流用した。鳥山は「完全にドラゴンボールの亀仙人のベースになったキャラクターだけど、本人はすっかり忘れていた。『東京ガスでがす』というくだらないダジャレを書いたときは、本当に東京ガスがあるなんて知らなくてビックリした」と語っている。亀仙人と違い額の真ん中に星マークがあり、サングラスは着けていない。声は亀仙人の初代声優である宮内が担当。
宇宙人
声 - 高木渉
『ドクター・スランプ2007特別編 Dr.MASHIRITO ABALEちゃん』と『劇場版Dr.SLUMP Dr.マシリト アバレちゃん』に登場。地球を侵略するためにやってきた宇宙人。どこの惑星の星人かは不明。6時間で地球人を全滅させるほどの文明を持っている。ニコチャン大王と家来から地球で一番強いのはアラレという情報を聞きだして、宇宙船をあげるという条件でニコチャン大王にアラレを宇宙に連れ出すように仕向けて、その隙に地球を侵略しようとした。生物兵器チョキでアバレに挑むが生物兵器を瞬殺したアバレに恐怖を抱き、地球から逃げ帰った。『ネコマジン』に登場する宇宙人とそっくりだが別物。
司令官
声 - 竹本英史
『ドクター・スランプ2007特別編 Dr.MASHIRITO ABALEちゃん』と『劇場版Dr.SLUMP Dr.マシリト アバレちゃん』に登場。地球を侵略するためにやってきた宇宙人。降伏して奴隷になるように拡声器で警告している最中に、アバレが無視して通ったため、生物兵器チョキを出すように命令する。
生物兵器チョキ
『ドクター・スランプ2007特別編 Dr.MASHIRITO ABALEちゃん』と『劇場版Dr.SLUMP Dr.マシリト アバレちゃん』に登場。上記の宇宙人が巨大な円盤型宇宙船から出現させた4本の足と巨大なハサミの両手を持つ巨大な生物兵器で、宇宙人曰く「あっという間に地球の4分の1を破壊する」ほどの力を持つが、アバレに頭突き1発で倒される。

## アニメオリジナルキャラクター

### アニメ第1作
則巻十兵衛（のりまき じゅうべえ）
声 - 田中崇（現・銀河万丈）
千兵衛の祖父。空豆タロウたちの策略によって50年前のペンギン村にタイムスリップした千兵衛たちと偶然出会う。千兵衛と瓜二つの風貌だった。
則巻千兵衛の祖母

千兵衛に都会島は怖いところと口癖のようにいっていた。名前は原作・アニメ共に明かされていない。
山吹みどりの母親
アニメ第1作に登場。山吹みどりの母親。髪型はみどりと同じで、茶髪。理由は語られていないが、みどりが幼いころにみどりと別々に暮らすことになった。アニメ第1作48話「チビルくんのアルバイト」では声のみ。原作では全く語られない。
みっちゃん
声 - 島津冴子
かつて千兵衛の家の近所に住んでいた女の子で、見た目はアラレにそっくり。サツマイモが好きで、別れの際にサツマイモを千兵衛に渡している。しかし突然引っ越すことになり、別れた。
ミス・カリフラワー

勘で何でも当てるという都会島の有名な占い師。千兵衛にそっくりな顔をしている。女体化した千兵衛がバレないために、ミス・カリフラワーと名乗っていたため、ペンギン村来た際は偽物とされ袋叩きにされた。
キツネ子
声 - 渡辺菜生子
ドンべが片思いしているキツネの女の子。
ピーター・ピアノスキー

大都会島の名ピアニスト。ペンギン村にピアノが無いという話を聞き、自らのPRとして1台寄付する。
シャベル

スコップの兄で、大都会島から来たウルトラスパルタ教師。100近い高校に次々に転任し、そのスパルタ教育によって全ての学校をガリ勉一色に塗り替えている。
坂本 大輔（さかもと だいすけ）
声 - 堀川亮
大都会島高校の男子生徒。小柄で眼鏡をかけている。クラスの中では落ちこぼれで、クラスメイトの西条たちにいじめられていたが、一日交換留学でクラスメイトになったアラレと隣の席になったことで仲良くなり、彼女を庇って西条に立ち向かった。また、初めは暗い性格だったが、アラレと仲良くなったことで明るくなった。
吉田（よしだ）

大都会島高校の男子生徒。生真面目な性格で、クラスの中では一番の秀才。一日交換留学でクラスメイトになったアラレを初めは陰で田舎者と小馬鹿にしていたが、数学で彼女の実力には歯が立たなかった。また、坂本のいじめには唯一加担していない。
西条（さいじょう）
声 - 古谷徹
大都会島高校の男子生徒。クラスメイトの坂本をいじめる不良で、一日交換留学でクラスメイトになったアラレを田舎者と馬鹿にしていたが、彼女のめちゃんこパワーには歯が立たなかった。
ドクター脳（ドクターノウ）

栗頭の兄で、天才的頭脳を持つ科学者。子供の頃のささいなことがきっかけで弟を憎むようになり、地球征服を企むようになる。得意技は「にくしみの頭突き」。
モンシロ町の町長
声 - 玄田哲章
ペンギン村の村長になったアラレが一度もあいさつに来ないことに怒り、装甲車でペンギン村まで乗り込んでくる。
モンシロ町の町長の妻
町長と同じくアラレが一度もあいさつに来ないことに怒り、装甲車でペンギン村まで乗り込んでくる。
マスクド・メロン
声 - 兼本新吾
プロレスの神様と呼ばれ、10年間負け知らずでほとんどの試合が10分以内で決着がつくといわれるプロレスラー。必殺技はフルーツラリアット。ピースケの憧れでもある。
ガメオ
声 - 田中真弓
アザラシ村からアラレたちのクラスに転校してきた元祖ガメラの息子。とても正義感が強い。父親と自称正義の味方のスッパマンを心の底から尊敬している。
ガメラ
ガメオの父親。都会島で怪獣ショーをやっている。スッパマンはビルより大きいと思っていたため、ガメオを使って捕まえようとしたが、ガメオが持っていた写真を見て、ただの大亀だと気づいた。
ボクちん
声 - 山本圭子
金持ちの家の子どもで、おもちゃが気に食わないと手榴弾で壊してしまう。おもちゃを探している最中にアラレに出くわし、アラレをおもちゃとして誘拐する。
ボクちんの父
声 - 戸谷公次
金持ちで、ボクちんの父親。ボクちんを甘やかす。
ボクちんの母

金持ちで、ボクちんの母親。ボクちんを甘やかす。
珍竹鈴（ちん ちくりん）
声 - 鶴ひろみ
ファンから寄せられたアイデアから作られたキャラクター。突詰の幼友達で、15人兄弟の末っ子。参四號（さんしーごう）を操縦して中国からペンギン村まで摘家の洗濯物を持ってくる。一見少女のように見えるが男性で、兄弟が全部男だったので末の竹鈴だけ父親に女の子のように育てられた。突詰同様の変身体質で、女性に触られると龍になり、男性に触ると元に戻る。
アレー彗星

ほうきで掃除をしながら宇宙を移動する彗星。90年に一度地球に近付き、地球上のものを全部吸い上げ新しい地球になり、元の地球はアレー彗星になり旅立って行くという交代が繰り返されているが、人類はその事実に気付いていない。

### アニメ第2作
バーサン
声 - 松島みのり
ペンギン村のジャングルに住む、「ジャングルのプリンセス」を名乗る美熟女。千兵衛のじいちゃんにパンツを見られて後妻になる。
ハシモトくん
声 - 二又一成（21話）、飛田展男（32話）
大都会島からペンギン村に引っ越してきたガリ勉少年。原作およびアニメ第1作のスコップくんに相当する人物。
都会島の校長
声 - 北川米彦
アニメオリジナルキャラクター。
アーシャ王子
声 - 石川寛美
エックスカリバー王国の王子。ケチで怒りっぽい性格。姫を助けに身代金を持って行くがニセ物の宝石を持って行くほどケチ。姫が誘拐されたのは王子試すためで、ニセ物とバレたが、姫のために本物の海賊と戦い、姫と結婚した。
マジト
声 - 津久井教生
アーシャ王子の使用人。
アンコロモチ
声 - 青野武
世界を破滅に導く恐怖の大王（作中では大魔王とも）。古い瓶の中に閉じ込められていたが、千兵衛とスッパマンがはずみで割ってしまい復活した。攻撃を受ければ受けるほど大きくなっていく特性があるため、当初はガジラよりも小さかったのが、戦ってついには巨人になってしまった。戦闘能力は、大きくなるにつれてパワー・スピードも上がっていく。またカラオケ好きであるのだがひどい音痴で、その衝撃波は地球の破滅を予感させるほどであった。千兵衛が発明した「復元くん」によって一旦は元の小さい姿に戻るが復活し、「復元くん」を握りつぶす。最終的にアラレの胸部に搭載された「復元くんミサイル」によって元の姿に戻され、則巻家の水槽の中に閉じ込められることになった。

### 短編アニメ映画のオリジナルキャラクター
フロント王女

劇場版第3作『ほよよ!世界一周大レース』のゲストキャラクター。作品の舞台になる「ラジアル王国」の王女で、国王の一人娘。
みどりと見分けがつかないほどそっくりな外観だが、性格は対照的に剣術、弓術に秀でた女傑で男言葉を話す。ドライビングテクニックも一流。愛車はクラシックスタイルのオープンスポーツカーだが、排気系がかなり強化されている。
父王にレースの優勝者との結婚を強要され反発。街に買い物に出ていたみどりを見つけ、入れ替わって「山吹みどり」としてレースに参加する。他のレーサーを凌駕するテクニックを持つ。
チャカボ
声 - 千葉繁
『ほよよ!ナナバ城の秘宝』のゲストキャラクター。ナナバの王ビスナの手下。
プルア
声 - 冬馬由美
劇場版第7作『んちゃ!ペンギン村より愛をこめて』のゲストキャラクター。ヤパイヤ国の王女。生まれてから一度も笑ったことがないが、アラレの渾身のギャグで生まれて初めて笑うことができた。しかし一度笑い出すと、とんでもない事態を引き起こし、ヤパイヤ国を壊滅寸前まで追い込んだが、千兵衛とマシリトのお笑いロボットによる寒いダジャレで収まった。
お后
声 - 小宮和枝
劇場版『んちゃ!ペンギン村より愛をこめて』のゲストキャラクター。
ジオンレ
声 - 龍田直樹
劇場版『んちゃ!ペンギン村より愛をこめて』のゲストキャラクター。ヤパイヤ国の大臣。天使のような格好をしている。千兵衛にプルアを笑わせるようなお笑いロボットを作って欲しいと依頼し、口外しないようにと注意した。
国王
声 - 平野正人
劇場版『んちゃ!ペンギン村より愛をこめて』のゲストキャラクター。
チャップ王子
声 - 川島千代子
劇場版『んちゃ!ペンギン村より愛をこめて』のゲストキャラクター。トトマ国の王子で、プルアのお見合い相手。
浦島太郎
声 - 青野武
『ほよよ!!助けたサメに連れられて…』のゲストキャラクター。竜宮城に住み着いている老人。
原作では直接登場しないが、タイムスリッパー初登場回で溺れていたところをアラレに助けてもらったお礼に玉手箱を譲った。
ヴァンドラ
声 - 小宮和枝
劇場版『んちゃ!!わくわくハートの夏休み』のゲストキャラクターで、同作の悪役。多くのモンスターたちを従える女吸血鬼。自身の根城を「ゴーストホテル ザ・モンスター」というホテルと偽り、則巻家・空豆家・マシリト・スッパマンの13人を誘きだし、千兵衛たちを捕らえる。最後に捕らえたアラレの血を最初に吸おうとするが、アラレがロボットだったために通用せず、仲間もろともアラレのんちゃ砲で吹き飛ばされた。同時に根城も千兵衛に褒められて喜ぶアラレのんちゃ砲で崩壊していった。
ミイラ
声 - 浦和めぐみ
『んちゃ!!わくわくハートの夏休み』のゲストキャラクター。ホテルのお土産の店員をしている。アラレの悪戯で体の包帯をヨーヨーのように遊ばれた挙げ句、全裸にされてしまう。その後もアラレにまた悪戯されたり、追いかけっこをさせられている。
ゾンビ
声 - 田中和実
『んちゃ!!わくわくハートの夏休み』のゲストキャラクター。ヴァンドラの側近。ホテルで人間たちを誘き寄せる作戦の立案者。
半魚人

『んちゃ!!わくわくハートの夏休み』のゲストキャラクター。普段はスカジャンを羽織っているが、温泉でクリキントンをさらい、バーで人魚と共にマシリトとスッパマンを酒の洪水に流して連れさらった。
フランケンシュタイン

『んちゃ!!わくわくハートの夏休み』のゲストキャラクター。アラレのんちゃ砲で吹き飛ばされた後、「人間って怖い」と呟いていた。原作やアニメ第1作で登場したフランケンシュタインとは別。
透明人間

『んちゃ!!わくわくハートの夏休み』のゲストキャラクター。ホテルのボーイとして過ごした上で千兵衛たちの部屋に潜み、千兵衛のフリをしてニトロのおむつをみどりに渡した。
狼男
『んちゃ!!わくわくハートの夏休み』のゲストキャラクター。普段は無口で眼鏡をかけた地味な風貌だが、満月を見ると狼に変身し、月に向かって遠吠えする。原作やアニメ第1作で登場した狼男とは別。

## ちょっとだけかえってきた Dr.SLUMPでのオリジナルキャラクター
カルテ
超都会島からペンギン村に引っ越してきた大金持ちの少年。高飛車でプライドが高い。
サッカーの名プレイヤーで、超都会島きっての秀才。容姿も端麗で、超都会島ではモデルもやっていた。
アラレのパワーに感服し、アラレに惚れてしまう。
オペ
カルテの父で、世界一の名医。
ガーゼ
カルテの母。世界一の看護婦で、包帯を素早く巻くのが特技。
チンキ
カルテの妹。3歳にして中学生並みの頭脳を持つ、IQ200の天才。
皿田レタス（さらだ レタス）
皿田きのこの妹。姉のきのこがそのまま小さくなったような容姿、性格をしている。三輪車に乗っていて転んだときにターボに手を貸してもらったのがきっかけで、ターボに一目ぼれする。きのこのことは「おねえたま」と呼んでいる。外見も姉同様オカッパと刈上げで、常にサングラスをかけている。
ハンター
親ザメ
声 - 龍田直樹
アラレが助けたサメの親。劇場版作品第8作『ほよよ!!助けたサメに連れられて…』でも登場する。
子サメ
声 - 佐藤智恵
アラレが助けたサメ。劇場版『ほよよ!!助けたサメに連れられて…』でも登場する。
マーメイド女王
声 - 川島千代子
竜宮城の女王様。親ザメ、子サメ同様で、劇場版『ほよよ!!助けたサメに連れられて…』でも登場する。
スリムになり隊
ゲンゴロウ島の近くにあるダイエッ島に住むオバケ。痩せるために島に来た者の手助けをする。
地底人
地底に王国を持つ、遮光器土偶に似た姿の民族。地下水を封じることで地上の生物を弱らせ、地上を支配しようとしていた。
しかし彼らはあまりに小さかったため、侵略作戦は失敗。ガジラが地下水の栓をかじって王国は水没し、アリの巣に居候する破目になった。
タイガー・リリ子
ペンギン村に来た「リンゴリンゴ大サーカス」の一員のメストラ。トラの状態で団員と間違えられた突詰のパートナーになった。
ジャン警部補
超都会島から、本部命令で全員解雇されてしまったペンギン村警察署の警官の代わりに、ペンギン村警察に派遣されてきた男。
乗ってきた車を破壊し、制限速度を超えた速さで走っていたアラレを逮捕した。
ボロボ巡査
ジャンの相棒として一緒に派遣されたロボット警官。アラレに追い付くほどの駆動力、犬よりもすぐれた嗅覚をもつ。
脱獄したアラレを捕まえる際、赤信号を無視した自身を逮捕し、牢屋に閉じこもってしまった。

## 他作品のキャラクター

### ドラゴンボールのキャラクター
孫悟空（そん ごくう）
声 - 野沢雅子
アニメ第2作で登場。『ドラゴンボール』の主人公で、少年期の姿で登場する。叶えたい願いがあるため（願いの内容は不明）、ドラゴンボールを探しながら旅をしていた。
偶然三星球を持っていたアラレと出会い仲良くなったが、筋斗雲に乗っている際にアラレに尻尾をつかまれて落下し、その衝撃でドラゴンレーダーが故障したために直るまでの間、則巻家に居候することになった。
レッドリボン軍とはすでにドラゴンボール争奪戦で敵対関係にありマークされていた。
満月を見たことで大猿になって大暴れしたが、アラレが尻尾をつかんで地面に叩きつけたことで元の姿に戻った。
ムラサキ曹長
声 - 飛田展男
アニメ第2作に登場。レッドリボン軍に所属する忍者で、悟空を追ってペンギン村に潜入する。
ブルー将軍
声 - 風間信彦
アニメ第2作に登場。ムラサキ曹長の上司として登場し、ドラゴンボールを狙う。アラレにより宇宙まで放り投げられたり、バーバーそらまめでモヒカン頭にされたりと、さんざんな目にあった。
神龍
声 - 矢田耕司
アニメ第2作に登場。

### その他のキャラクター
ウルトラマン、ウルトラセブン、ガメラ、ゴジラ
画面の端々に登場。小さな子供のように描かれていることが多い。扉絵で設定の説明が描かれたり、アラレのコスプレ衣装になったこともある。
文庫版や完全版では修正され名前もネコトラマン、ネコトラセブンに変えられ、その他のキャラクターの多くも修正されている。
パテ丸
声 - 山口勝平
知財教育ビデオ『んちゃ! アラレのおしおき! アイデア泥棒をやっつけちゃえ!』に登場。正確には漫画のキャラクターではなく、特許庁の産業財産権制度シンボルマーク。特許庁の特別講習ビデオの中でアラレのアクセスした特許庁ホームページに登場し、アラレの発明を特許登録した。なお、他のメディアでは高山みなみが声を充てている。